# Fate/stay night
『Fate/stay night』（フェイト ステイナイト）は、TYPE-MOON開発による日本のコンピューターゲーム。オリジナルプラットフォームは2004年1月30日に、Windows 98/ME/2000/XP用PC（アダルトゲーム）ソフトとしてリリースされた。ジャンルは「伝奇活劇ビジュアルノベルゲーム」。シナリオライターは奈須きのこ。（当項では、この日にリリースされた版を一部で「PC原作版」・「原典版」と称し記述している）
後に、性的な表現などを削除しレイティング12歳以上推奨としたうえで、新たにキャラクターボイスや新規CG、追加のラストエピソード「“Réalta Nua”」（レアルタ ヌア）などを加え、PlayStation 2ほかマルチプラットフォームに対応した『Fate/stay night [Réalta Nua]』が発売された。また、2024年8月8日には、画面比率を16:9にしたフルHDリマスター版『Fate/stay night REMASTERED』がNintendo Switch/Steam向けに発売された。
本作が好評を博した事により、後述するように『Fate』を冠した作品がゲームのみならずアニメーション、コミック、舞台劇など様々な媒体で作られ続けている。これは「Fateシリーズ」と総称されており、『Stay night』は「原点」にして「原典」と位置付けられている。

## 概要
本作品は、それまで同人サークルとして活躍していたTYPE-MOONの商業デビュー作品である。また、TYPE-MOONによるほかの作品、『月姫』や『空の境界』などと世界観を共有していることでも知られている。これらの作品の間にはストーリーの直接的な関係はなくそれぞれの作品は単独で内容を理解することができるものの、共通の設定を背景に描かれており、クロスオーバーする部分も存在している。
その骨子は原作者である奈須きのこが『魔界転生』を模倣して中学生時代にノートに書き連ねていた「真の中二病作品」であり、大学生時代に「それカタチにしようよ」と仲間が声をかけて制作が開始された。
後年発売されたファンディスクも合わせた販売累計は約40万本におよび、アダルトゲームの実販売数が集計されるようになってからは（2011年時点で）最高の売上を誇っている。そのヒットの影響は小さくはなく、本作発売当時はコミックマーケットをはじめとする同人誌即売会において「島」と呼ばれるジャンルの一角を担うに至った。また普段アダルトゲームをプレイしない層にも「名前くらいは聞いたことがある」人もいる程度の知名度は獲得した。インターネット上では「Fateは文学」というコピペも流行した。
物語の途中の選択肢によって生まれる状況の差異により、ストーリーが計3ルートに分岐する方式が取られている（後述）。
2006年1月から同年6月まで、「Fate」ルートを基本にし他のルートの内容も盛り込んだ全24話のテレビアニメが放送された。また2010年1月23日に劇場版アニメ「Unlimited Blade Works」が公開された。
2014年秋に「Project Fate/stay night」が始動（『Fate/stay night (アニメ)』を参照）。それに基づいた新たなプロジェクトチームにより、2014年10月より分割2クールのテレビアニメとして「Unlimited Blade Works」が放送された。2014年7月27日には劇場版アニメとして「Heaven's Feel」の章形式での制作も発表され、第一章が2017年10月14日より公開、第二章が2019年1月12日に公開された。第三章は2020年8月15日に公開された。また、2019年12月に開催されたTYPE-MOON展にてPC版から他機種への移植版「Réalta Nua」にて追加されたエピソード「Réalta Nua（ラストエピソード）」の一部が映像化された。
テレビアニメ第1作の放送開始に合わせて『月刊少年エース』にて西脇だっとによる「Fate」を基本にした漫画版の連載が開始され、2012年12月号まで連載された。また『ヤングエース』で2015年6月号より「Heaven's Feel」の漫画版が、『月刊コミック電撃大王』で2022年2月号より「Unlimited Blade Works」の漫画版がそれぞれ連載中。

## 歴代作品発売略歴
ゲーム形式で販売された作品に限定して記載する。そのほかの関連作品については#外伝作品を参照。
初版
- 2004年1月30日 - Windows 98/ME/2000/XP用としてCD-ROM版で発売。
- 2006年3月29日 - Win用DVD-ROM版が発売（内容はCD-ROM版と同じ）。

ファンディスク
- 2005年10月28日 - 『Fate/hollow ataraxia』が発売。本作ファンディスクと続編的要素を併せ持つ作品。
- 2014年11月27日 - PlayStation Vita版 hollow ataraxiaが発売（発売元：角川ゲームズ）。

セット版
- 2014年1月30日 - 『Fate/stay night＋hollow ataraxia セット』が発売。（内容は原典版と同じなので、R18要素も含まれる）

復刻版
- 2019年6月28日 - 『Fate/stay night＋hollow ataraxia 復刻版』が発売。Windows 10に対応。（内容はセット版と同様）

[Réalta Nua]版

- 2007年4月19日 - PlayStation 2移植版『Fate/stay night [Réalta Nua]』（フェイト/ステイナイト ［レアルタ・ヌア］）が発売（発売元：角川書店）。
- 2011年12月 〜 2012年2月 - Win版[Réalta Nua]が3ルートを分割してダウンロード発売。
- 2012年11月29日 - PlayStation Vita版[Réalta Nua]が発売（発売元：角川ゲームス）。
- 2015年4月19日 - iOS版[Réalta Nua]が配信開始。
- 2015年5月30日 - Android版[Réalta Nua]が配信開始。

スピンオフ作品
- 2007年9月13日 - PlayStation Portable専用ソフト『フェイト/タイガーころしあむ』が発売（発売元：カプコン）。ジャンルは対戦アクションゲーム。ストーリー的には本編とは関係無いスピンオフ作品。
  - 2008年8月28日 - 『フェイト/タイガーころしあむ アッパー』が発売。『タイガーころしあむ』続編として新要素を追加。

- 2008年6月11日 - 『Fate/unlimited codes』（フェイト/アンリミテッドコード）が全国のゲームセンターにてアーケードゲームとして稼動開始（発売元：カプコン）。『stay night』本編を対戦格闘ゲームとして再構成。
  - 2008年12月18日 - 追加要素を加え、PlayStation 2移植版が発売。
  - 2009年6月18日 - PSP版『Fate/unlimited codes PORTABLE』が発売。携帯ゲーム機向けに操作性を改良し、更なる追加要素を追加。

- 2010年7月22日 - PlayStation Portable専用ソフト『Fate/EXTRA』が発売（発売元：マーベラスエンターテイメント）。ジャンルはロールプレイングゲーム。本作とはパラレルワールドで未来の全く別の聖杯戦争を描き、歴代のTYPE-MOON作品の人物を共演させている。
  - 2013年3月28日 - 外伝『Fate/EXTRA CCC』が発売。

- 2015年7月30日 - スマートフォン（iOS/Android）用ゲーム『Fate/Grand Order』が配信開始（配信元：アニプレックス）。ジャンルはロールプレイングゲーム。
- 2016年11月11日 - PlayStation 4/PlayStation Vita専用ソフト『Fate/EXTELLA』が発売（発売元：マーベラスエンターテイメント）。ジャンルはアクションゲーム。
  - 2017年7月20日 - Nintendo Switch専用ソフト・Win版『Fate/EXTELLA』が発売（発売元:マーベラス）。

- 2023年9月28日 - マルチプラットフォームゲームソフト『Fate/Samurai Remnant』が発売（発売元:コーエーテクモゲームス）。

## 攻略ルート
物語の途中の選択肢によって生まれる状況の差異により、ストーリーが計3ルートに分岐する方式が取られており、全てのルートで全てのサーヴァントの役回りが異なる壮大なビジュアルノベルとなっている。また、分岐できるようになる選択肢が現れる条件から、プレイ可能なシナリオの順番は固定されており、隠された真相が後のルートで明かされるという相互補完的な要素が盛り込まれているのも大きな特徴である（"Heaven's Feel"シナリオの長大化の原因ともなった）。標準的な攻略時間は60時間にも及ぶ。エンディング45の内、バッドエンドやデッドエンドが40という多さも特徴である。
構想段階では3ルートではなく、ライダールートやキャスタールートなど、もっと多くの分岐が考えられていたという。ところが、開発時間の不足と攻略時間の軽減のために削られていき、物語上必須であったイリヤルートまでが削除された結果、イリヤルートの一部は桜ルートに統合されることになった。
"Fate"（セイバールート）
セイバーが聖杯を望む理由と、彼女にとっての救いを描いたルート。最初にこのルートをクリアしなければ次のシナリオに進めない形式で、エンディングは1種類のみ。セイバーと士郎がお互いを理解し尊重するようになっていく過程で、自らの折れかけた「思い」を相手の生き方の中に再確認し合い、最後にはその思いを貫くためにそれぞれの道を選ぶ、というもの。
"Unlimited Blade Works"（遠坂凛ルート）
セイバールート終了後に分岐可能。サーヴァントとマスターの契約破りや裏切りが横行し、敵味方の関係が目まぐるしく変化するシナリオ。アーチャーの意外な正体が明らかになると共に、士郎自らサーヴァントと戦うなど、主人公・衛宮士郎のルートでもある。これから士郎が歩むことになる険しい道と、それを突きつけられてなお揺るがぬ彼の決意を描く。
"Heaven's Feel"（間桐桜ルート）
上の2ルート終了後に分岐可能になる作品中もっとも長いルート。聖杯戦争を描いたこれまでのルートと根本的に異なり、そもそも「聖杯」とは何か、なぜサーヴァント同士の戦いが必要だったのかという核心の部分の謎を明らかにするシナリオである。また、士郎の人格が抱える歪みを解決し、彼が救われるための在り方の一つを提示する意味も含まれている。なおこのルートには、制作段階で断念された“イリヤスフィールルート”としての側面も含まれている。
そのほかのエンディング
本作品の上記以外の40のバッド・デッドEDについては、「とっさの選択を間違え殺される」というお約束的なものがほとんどだが、中には一つの解決・結末を示すものも存在する。例として、士郎がそれまでの「正義を貫く自分」を桜ルートでも選択する、遠坂凛に記憶を消されて聖杯戦争とは無関係となり生存する、など。
[Réalta Nua]のみの追加エピソード
"Réalta Nua"（ラストエピソード）
全ルートを攻略すると、タイトル画面が「黎明の風景」から「無数に剣が突き刺さった地平」に変化して選択可能となる。このエピソードを終えるとタイトル画面がさらに変化する。
まず年老いた士郎の過去（Fateルート）の回想から始まり、1つの時間に留まり続けたセイバーと、正義の味方になるという理想を追い求めた末に精神が磨耗しきった士郎が、「もう一度再会を果たす」という永過ぎる時間に阻まれた叶わぬ「ユメ」を追い求めるシナリオ。選択肢は存在せず、文章量もほかのルートの10分の1もない。攻略後にはPS2版専用のエンディングテーマが挿入されている。

### タイガー道場
本編でデッドエンドやバッドエンドを迎えた時に登場する「へんてこヒントコーナー」。全40回。回をこなすごとにタイガースタンプに記録されていく。
道着を着た「タイガ」こと藤村大河と、体操着を着た「ブルマ」こと弟子1号（イリヤスフィール・フォン・アインツベルン）が活躍するが、ポンチ絵で描かれた「へたれセイバー」やタバコらしきものくわえた「やさぐれRIN」など、本編のほかのキャラクターも回によってはデフォルメやモザイクがかかった状態で登場する。ただし、リズと黒桜だけはそのままの姿で登場している。基本的にメタフィクション的な視点で進行するが、本編でどのようなエンディングを迎えたかによって、タイガー道場でのキャラクターたちも微妙に変化する。
一応、グッドエンドやトゥルーエンドへのヒントを語っているが、回によってはキャラ同士の掛け合いに終始するだけで、ヒントになっていないこともある。
タイガースタンプ10個につきミニ劇場が1つずつ開放され、となりで眠っているトラの絵が活発化していくギミックになっており、全40回と本編のエンディングを全て見ると、タイガとイリヤのお宝映像を見ることができる。

## ストーリー

### プロローグ
日本のとある地方都市「冬木市」に数十年に一度現れるとされる、持ち主のあらゆる願いを叶える「聖杯」。7人の魔術師（マスター）は7騎の使い魔（サーヴァント）と契約し、聖杯を巡る抗争「聖杯戦争」に臨む。聖杯を手にできるのはただ一組、ゆえに彼らは最後の一組となるまで互いに殺し合う。ただし、この闘いも魔術も一般人には厳に秘匿されていた。
高校二年生の冬に、遠坂凛は、前回の聖杯戦争で命を落とした父の遺志を継ぎ、聖杯戦争に挑もうとしていた。凛は男性のサーヴァントを召喚するが、彼は年若い魔術師である凛を侮る態度に出たため、思い通りに動かそうと回数制限のある絶対命令権である令呪を使用するという暴挙に出てしまう。抽象的な命令のため効果は薄かったものの自身に作用してくる卓越した魔力に、凛をマスターと認めた彼はアーチャー（弓兵）のサーヴァントだった。
翌日、凛は学校に構内の人間を害する目的の結界が張られていることに気付き、学生の居ない夜間に調査を開始するが、そこに別のサーヴァント・ランサー（槍兵）の妨害が入りアーチャーと戦闘になる。しかし、この戦いを学生に目撃されたランサーは口封じのためにその学生を殺害してしまう。その学生の衛宮士郎は凛にとっては密かにであるが大切な縁があったため、出来る限りの蘇生魔術を施してその場を後にするが、ランサーが殺しそこなった目撃者を見逃すはずは無いと気付き、アーチャーと共に士郎の家に向かったところ、衛宮邸前に現れた新たなサーヴァントに襲撃される。そのサーヴァントは小柄な金髪の少女で、凛が真に召喚を望んでいたサーヴァント・セイバー（剣士）だった。
士郎は10年前（1994年）に起きた冬木大火災の生き残りで、養父の跡を継ぎそこなった半人前の魔術師だった。高校生になっていた士郎はある日、夜の学校で偶然にもアーチャーとランサーによるサーヴァント戦を目撃したことから、ランサーに殺されかかるが駆けつけた凛によって蘇生魔術を施され帰宅する。だが自宅でランサーに再度襲撃されたため庭にある蔵へ逃げ込んだところ、蔵の床に描かれていた魔法陣が発動し、奇縁によりサーヴァントの1人・セイバーが召喚され、士郎自身も聖杯戦争に巻き込まれることとなる。自分を災害時に救ってくれた亡き養父・衛宮切嗣のような「正義の味方」になりたいと願う士郎は、無関係な犠牲者を増やさないために聖杯戦争に参加することを決意する。

### Fate
士郎とセイバーは様々な強敵たちと対抗するため、凛やアーチャーと共同戦線を張ることとなる。激闘の末、セイバーは「約束された勝利の剣（エクスカリバー）」を使用して間桐慎二のサーヴァントであるライダーを撃破。エクスカリバーを使ったことでセイバーの真名はアルトリア・ペンドラゴン（アーサー王）であることが明らかとなり、王の選定の剣を抜いた時から成長が止まり、少女の身のまま男性として振る舞ってきたことが語られる。
その後、イリヤスフィール・フォン・アインツベルンの城にて士郎たちは最強の敵・バーサーカーと対峙する。一度はアーチャーを失うという敗北を喫するも、雪辱戦では士郎がアルトリアの失われた選定の剣「勝利すべき黄金の剣（カリバーン）」を投影してバーサーカーを倒す。サーヴァントを失ったマスター・イリヤスフィールは衛宮邸で保護され、アーチャーを失った凛も引き続き士郎に協力することになる。
だが間もなく、存在しないはずの8人目のサーヴァント・ギルガメッシュが現れ、その圧倒的な力でキャスターを撃破するという事件が発生する。士郎は単身、8人目のサーヴァントというイレギュラーについて監督役の言峰綺礼に聞き出そうとするが、その言峰こそがギルガメッシュのマスターであり、また残るランサーも言峰がほかのマスターから略奪したサーヴァントであったことが判明する。言峰は士郎を聖杯戦争の勝者と認め、聖杯を士郎に与えると言い、聖杯の力であれば10年前の災厄もなかったことにできるだろうと語りかける。しかし士郎は「起きたことはやり直せないし、そんなことはしてはならない」と言い、それを聞いたアルトリアも「王の選定をやり直す」という自身の願いを改める。しかし、聖杯は万能の盃などではなく、呪われた力の渦に過ぎないことが言峰の口から明らかとなる。間もなく窮地に陥る士郎とセイバーだったが、ランサーの命を賭した足止めによって難を逃れる。
直後、言峰は衛宮邸を襲撃して聖杯の器であるイリヤスフィールを誘拐し、自らが聖杯を召喚しようと企てる。士郎は聖杯の破壊をセイバーに提案し、アルトリアは士郎に同意する。そして士郎は自身に埋め込まれていたエクスカリバーの鞘「全て遠き理想郷（アヴァロン）」をアルトリアに返還。「全て遠き理想郷」はギルガメッシュの「天地乖離す開闢の星（エヌマ・エリシュ）」の一撃をも防ぎ、アルトリアはギルガメッシュを倒し、また士郎も「全て遠き理想郷」を投影し因縁の敵である言峰を倒す。士郎は最後の令呪によってアルトリアに聖杯の破壊を命じ、イリヤスフィールを救出する。そしてアルトリアは、士郎に愛の告白をして彼の前から姿を消す。
聖杯戦争によって起きた被害は、教会から派遣された新しい神父によって元の形を取り戻した。士郎は凛から「セイバーが消えて、もっと落ち込んでいるかと思った」と問われるが、「未練なんてきっとない。いつか記憶が薄れても、セイバーが好きだったことはずっと覚えてる」と言い日常へ戻る。
アルトリアもまた過去に戻り、ベディヴィエールにエクスカリバーを湖に投げ入れるように命じ、剣が湖の乙女に返還されたことを聞き届けたのち静かに安らかな眠りにつく。

### Unlimited Blade Works
紆余曲折の末、凛やアーチャーと同盟を結ぶことになった士郎とセイバーだったが、士郎はアーチャーと反りが合わず、アーチャーからも 「理想を抱いて溺死しろ」とまで告げられる。それでも士郎は何故かアーチャーの刀や剣技に惹かれていくのだった。
冬木市内で魔力を集めるために暗躍するキャスターは士郎を柳洞寺におびき出して自分と手を組むよう迫るが、士郎は乗り込んできたアーチャーとセイバーに救われる。その際、柳洞寺の山門の守護にあたっていたアサシンは実はキャスターの傘下にあったことが判明する。さらに士郎と凛は学校に張られた結界の対応にあたるが、結局結界は発動し、その後の戦闘の中で結界を張っていたライダーが何者かに敗れて脱落する。キャスターのマスターは実は凛の担任教諭・葛木宗一郎であり、ライダーを斃したのは彼だった。キャスターの策略によりセイバーと士郎との契約は断たれ、セイバーの令呪はキャスターに奪われてしまう。サーヴァントを失った士郎だったが、なおも単身で聖杯戦争を続行する。
続いてアーチャーが離反してキャスターに与し、孤立した凛は士郎と行動を共にして打開策を練る。同盟相手を模索してアインツベルンの城を訪れるが、そこで士郎たちはバーサーカーが間桐慎二率いるギルガメッシュに敗れ、イリヤスフィールも心臓を抉られて殺害されるという場面に遭遇する。途方に暮れる2人だったが、ランサーの協力を得たことで再びキャスターに挑む。苦戦を強いられる士郎たちだったが、裏切ったアーチャーによってキャスターと葛木は倒される。
しかしアーチャーは凛の元へは戻らず、士郎にその刃を向ける。そこでアーチャーの目的が士郎の殺害であるということが判明する。そこで凛は救出されたセイバーと再契約して危機を脱するが、アーチャーの宝具と言わしめる魔術、固有結界「無限の剣製（アンリミテッドブレイドワークス）」を見せつけられ、決闘を条件として凛を攫われてしまう。
アインツベルンの城で、アーチャーの正体は未来において英雄になった衛宮士郎であること、またその末路を聞かされ、「お前の理想は間違いだった」と告げられるが、士郎はそれを否定し対決する。一方で拘束されていた凛はランサーによって救出されるが、ランサーはマスターである言峰と相打ちになって果てる。未来の自分の姿であるアーチャーに士郎は苦戦し、またアーチャーは士郎の理想を衛宮切嗣の借り物にすぎないと否定して士郎を追い詰めるものの、士郎もまたその理想が間違いではないという信念を貫く。その様を見たアーチャーはかつての自分を思い出して次第に手が止まり、最後は士郎を認め敗北する。そして終結の最中に突如として現れたギルガメッシュの攻撃から士郎を庇い「お前が倒せ」と言い残してアーチャーは消える。
柳洞寺にてギルガメッシュは聖杯の器であるイリヤスフィールの心臓を慎二に埋め込んだ不完全な聖杯、アヴェンジャーを現界させる。士郎と凛は聖杯のもとへ、セイバーはギルガメッシュのもとへと二手に別れて向かうが、士郎達の前にギルガメッシュが現れ、セイバーはなおも山門を守護していたアサシンに阻まれる。凛は慎二の救出へと走り、そして士郎はギルガメッシュと対峙する。ギルガメッシュの圧倒的な力に劣勢を強いられる士郎であったが、アーチャーの固有結界である「無限の剣製」を自身の手で発動させたことによって形勢を逆転させ、ギルガメッシュを追い詰める。一方、凛は消滅を免れていたアーチャーの援護もあり、聖杯の核となっていた慎二の救出に成功し、アサシンを破ったセイバーの宝具によって聖杯も破壊された。核を失った聖杯は、士郎と交戦中だったギルガメッシュを新たな核として取り込もうとするが失敗し、ギルガメッシュを巻き込んで消滅する。そしてアーチャーは凛に士郎の後事を託し、満足しながら消滅する。
その後、日常に戻った士郎は理想の自分と対峙したことを感慨深く振り返り、理想を追い求める決意を固める。そして、アーチャーもまたかつての自分と対峙したことを抱きつつ、正義の味方になることを誓った切嗣との思い出の光景を浮かべながら、「それでも―俺は、間違えてなどいなかった―」と口にし、自分を受け入れていくのだった。

### Heaven's Feel
凛に同盟を提案されるがこれを拒否した士郎とセイバーは、新都で一般人を襲っていたライダーとそのマスターである間桐慎二に勝利する。敗北のショックで荒んだ慎二から守るため、士郎は慎二の妹である間桐桜を衛宮邸に匿う事を決める。
その頃、桜たちの祖父である魔術師・間桐臓硯によって柳洞寺のアサシンを生贄にもう1人のアサシン（真アサシン）が召喚される。またキャスターやランサーは何者かの策略に嵌まり早々に脱落する。監督役である言峰綺礼からも警戒を促された士郎は、セイバーとともに夜の市内巡察を行う。そして士郎や凛たちは、深夜の市街地で謎の「黒い影」と遭遇する…。
なおも探索を続けていた士郎とセイバーだったが、セイバーが真アサシンに敗れ、黒い影に取り込まれてしまう。サーヴァントを失った士郎だったが、ライダーが実は桜のサーヴァントであったということ、そして桜とその命は臓硯の手中にあるということを知らされる。冬木に被害をもたらすかもしれないという桜を士郎は守ると誓う。士郎はイリヤスフィールを頼ろうとするが、そこで士郎は消滅したはずのセイバーがバーサーカーを破る光景を目撃する。真アサシン、そして黒い影を味方に付けたセイバーは士郎たちにも牙を剥くが、アーチャーの犠牲によって士郎たちはなんとか生還する。そしてそこで左腕を失った士郎は、アーチャーの腕を移植することで命脈を保つ。
衛宮邸で安静にしていた桜であったが、その実聖杯の器として既に覚醒しており、黒い影を操る正体であったことが判明する。ギルガメッシュをも取り込んで力を得てしまった桜は、兄・慎二を殺害してしまったことから遂に正気を失ってしまう。真の聖杯の器であるイリヤスフィールを連行した桜と臓硯であったが、士郎は言峰と協力してイリヤスフィールを奪還。そこで士郎はセイバーと同じく黒い影に囚われたバーサーカーと対峙し、アーチャーの腕を解放することによって限界以上の力を発揮する方法を自覚し、バーサーカーを撃破した。
間桐臓硯は聖杯として膨大な魔力を得た桜に離反され、真アサシンも桜によって殺害される。桜を救いたいというライダーの協力を得た士郎は、セイバーを激闘の末に倒す。また時を同じくして凛は桜に挑むが、情から桜を殺すことができずに敗れ、桜は罪の意識にさいなまれる。そこへ現れた士郎によって桜はついに黒い影から解き放たれ、臓硯も現れたイリヤスフィールと対峙し、この世への未練を捨て去り昇天する。
大聖杯を破壊するために1人残った士郎だったが、そこへアヴェンジャーの誕生を悲願とする言峰が現れる。士郎は言峰と激闘を繰り広げ圧倒されるが、言峰もまた既に限界を突破しており、その戦いの最中に息絶える。士郎は最後の力を振り絞って大聖杯を破壊しようとするが、イリヤスフィールがそれを制止し、その力を使い果たして大聖杯の起動を収めた。士郎は肉体こそ死亡したが魂だけは生存し、第三魔法によってその魂を新たな身体に移す事に成功。これによって第五次聖杯戦争はその幕を閉じた。

## 用語解説
この作品は、他のTYPE-MOON作品の多くと世界観を共有している。

### 聖杯
「万能の釜」や「願望機」とも呼ばれる。手にする者の望みを実現させる力を持った存在で、本来の意味での聖杯とは全く別物である。
冬木の聖杯は聖堂教会に観測された第726個目の聖杯候補であり、表向きは真贋の判断が付いていないことになっている。しかし、実は失われた第三魔法・魂の物質化、天の杯を再現するために作られた贋作であるとの判定はできている。
聖杯自体は実体を持たず、魔術師などが体内に持つ魔力を精製するための疑似神経である魔術回路を持つ存在を「器」として、サーヴァントの魂が溜まった「器」に降霊することで現われ、後述するシステムとしての「大聖杯」に対し「小聖杯」と呼ぶこともある。
ただし、広義的に見て願いを叶える「願望機」としての役割も器は確かに備えており、サーヴァント5体以上の死亡による儀式の完成によってもたらされる膨大な魔力を用いれば大抵の願いは叶えることが可能なので、実質的には真作の聖杯を手にしたのと変わらない。そのため、実際は贋作と分かっていてなお、魔術協会が主催を務め、聖堂教会が監督役を派遣して「聖杯戦争」を見守っている。
しかし、第三次聖杯戦争においてルールを破って召喚されたアヴェンジャーが原因で、聖杯が溜め込む「無色の力」は汚染されて「人を殺す」という方向性を持った呪いの魔力の渦と化すようになり、それ以降、冬木の聖杯は全ての願いを「人を殺す」という結末に拡大解釈する欠陥品になってしまっており、正体を知った凛は「猿の手みたいなもの」と評している。こうして聖杯の中に淀み始めた黒い泥は、触れたものの魂を汚染してしまい、サーヴァントさえも性格を悪しき方向へと反転させ暴走状態にしてしまう。これを黒化と呼ぶ。
天の杯（ヘブンズフィール）
物質界において唯一、永劫不滅でありながら肉体という枷に引きずられる魂を、それ単体で存続できるよう固定化させる魔法。
本来、三次元世界上の法則には従わず、物質世界では存在できないものである「魂」の次元を上げる、いわば「高次元の魂」を創造する魔法で、これによって魂は物質界より次元の高い概念世界である星幽界に属することになり、物質世界からは絶対に手出しできない無敵状態となって、肉体は星幽界からラジコン操作のように操られることになる。1つの魂が一度に操ることのできる肉体は1つだけで、ほかの魂を宿している肉体を強引に奪うことはできないなどの制約はあるものの、要は魂が寿命を迎えるまで死ぬことがないようにする魔法である。

### 聖杯戦争
広義においては真贋を問わず聖杯と呼ばれるものを手に入れるための行為全般を指すが、必ずしも「戦争（武力闘争）」であるとは限らず、例えば「聖杯」が売りに出され、それを買うためにオークションなどを行うことも「聖杯戦争」と呼ばれる。冬木の地の聖杯戦争は、聖杯によって選ばれた7人のマスターが、サーヴァントと呼ばれる特殊な使い魔を使役して戦いあう形をとる。
冬木の地の聖杯戦争は、その聖杯と同様に、失われた第三魔法の再現のための儀式である。一連の儀式は200年前、アインツベルン・遠坂・マキリ（間桐）の3家がそれぞれの思惑から協力したことで始まった。儀式の成功にマスターが戦いあう必要はなく、召喚された7騎のサーヴァントの魂を全て「器」に注いでしまえばそれでよかったのである。しかし最初にその方法をとった時は、儀式を始めた者たちの間で、完成した聖杯の唯一の権利を独占するために殺しあいが始まってしまい失敗に至った。そのため、2回目の儀式からは円滑に儀式が進むように権利争奪を兼ね、外部の魔術師4人も呼び寄せ「聖杯戦争」の形となったのである。
元々、 魔術の行使自体が秘匿されなければいけない掟のため、戦闘は基本的に夜間で行われる。加えて聖杯戦争出場者以外の部外者や一般人に見られた場合は、口封じのため速やかに抹殺しなければならないとされている。
聖杯戦争の実施にあたっては、柳洞寺のある円蔵山地下に隠された大聖杯と呼ばれる巨大な魔法陣により、冬木の土地の霊脈が枯渇しない程度に少しずつ魔力を吸い上げて儀式に必要な量を溜める必要がある。そのインターバルは通常60年を要するところだが、前回の第四次聖杯戦争では呼び出された聖杯が結局「使用」されないままに終わり、本作の舞台である第五次聖杯戦争の開催が早まる原因となった。
本編の10年前に、衛宮切嗣の手により「洞窟内に瘤を発生させ、そこに堆積したマナが30年から40年の間に破裂し大聖杯を龍洞に崩落させる」という細工が為されていたが、上の事情によって第五次聖杯戦争が早まっていたために不発に終わった。しかし、聖杯が出現した際にそれは発動し、洞窟を崩壊させ、そして本編の10年後に遠坂凛とロード＝エルメロイII世によって大聖杯の完全解体が達成され、冬木の聖杯戦争はその歴史に終止符を打つことになる。

### マスター
サーヴァントと契約して聖杯戦争に参加する者。聖杯が選別したマスター候補者が、召喚されたサーヴァントと契約することでその資格を得る。
サーヴァントとの間には見えないつながりが築かれ、現界のための依り代と魔力供給の役割も併せ持っており、召喚者にはサーヴァントを支配・制御するための令呪と呼ばれる聖痕が与えられる。また、マスターには人それぞれのマスターが最も認識しやすい形でサーヴァントのパラメータを認識する能力と、英雄に関する知識が与えられる。なお、魔力循環のためのつながりによってサーヴァントの過去をマスターが夢などで見ることもある。
召喚者以外の者がマスターとなる場合もあり、その際は脱落者の未使用の令呪が与えられる。ただし、聖杯が認めるマスターの最低限の条件は「魔術回路があること」で、そのほかの方法でマスターになった者を聖杯はマスターと認めず、令呪を与えることもない。これは他者の意志の介在により移譲や奪取する場合も同様である。
令呪（れいじゅ）
聖杯により与えられるマスターの資格で、自らのサーヴァントに対する絶対命令権。
腕のどこかに3画の聖痕として現れ、3回までの命令が有効。個人によって形状の差異はあるが、使用するたびに1画ずつ消えていくと言う共通点を持ち、いずれも強大な魔力が込められている。命令が具体的なものであればあるほど強制力が大きく、場合によっては数kmの瞬間移動したり、侵入不可能な結界内にも移動するなどの本来なら不可能な行為を可能にすることもできる。逆に、例えば「常にマスターの命令通りに行動させる」というような命令が曖昧で長期に渡る具体性のないものは効果が薄くなり、さらにペナルティはかかるもののサーヴァントが命令への抵抗も出来る。
令呪を使い果たしたとしてもサーヴァントが裏切らなければ契約自体は維持できるが、もし裏切れば自分のサーヴァントに殺害されることが多いという事情のため基本的に使い果たすのは推奨されていない。だがそれも方便で本当の意味は別にあり、聖杯を真に稼働させるためには7人全てのサーヴァントの死が必要であるため最終的な勝者も自身のサーヴァントに自害を強いる必要があるため。しかし、サーヴァントにその情報は与えられておらず、アインツベルン・遠坂・マキリの魔術師を除き、マスターもそのことを知らない場合がある。

### サーヴァント
単に使い魔とも表現される。聖杯の助けを得たマスターによって召喚・使役される「英霊」。全並行世界の過去・現在・未来の英雄たちの霊である。実在したか否かを問わず、人類史や神話・伝承において偉大な功績をあげ、死後もなお人々の信仰の対象とされる英雄の霊格が、人間霊よりも高位である精霊・神霊・聖霊 に昇華された存在。英雄の情報が、世界の外側、根源の渦の内部にある「英霊の座」と呼ばれるデータベースに登録されることで、時間や因果、そして輪廻からも外れて不変の現象となったもの。ただし、座にいる英霊本体を直接召喚・使役できるのは抑止力（後述）のみであるため、厳密には英霊の分身というべき存在である。攻撃能力はおよそ戦闘機1機分といわれ、破壊力に関しては近代兵器の方が強力なものが多いが、霊体であるため通常の兵器や攻撃が効かないという点で優位。機関銃（通常攻撃）とミサイル（宝具）を備え、魔力の補給が必要という点でも戦闘機に例えられる。
本来、英霊として召喚される彼らは意思を持たない純粋な「力」として使役される。しかし、冬木の聖杯戦争においては、一度の聖杯戦争につきセイバー（剣士）・アーチャー（弓兵）・ランサー（槍兵）・ライダー（騎兵）・キャスター（魔術師）・バーサーカー（狂戦士）・アサシン（暗殺者）が7つの基本的なクラス（器）として用意され、該当する属性をもった英霊をそのクラスへと憑依させ、人のカタチと人格を再現する。セイバー、アーチャー、ランサーは三騎士と称され、総じて強力とされる。三騎士は聖杯によって確実に用意されるが、ほかのクラスはたびたびエクストラクラスに変わる。英霊の能力をそぎ落とし限定するこのシステムによって、魔法使いにも不可能な英霊の召喚を容易にしている。ただし、クラスの制限に従い、ランサーとして召喚された英霊がセイバーであれば有していた筈の剣の宝具を失うなどということもあり得る。しかし、単純に武装によってクラスが決まるのではない。例えば、アーチャーは、マスターに侍られなくても長時間に渡り現界用の魔力を保持できるという「単独行動」のスキルが与えられ、視力が驚異的に高くなる他、自身の低ステータスを補う優れた宝具を所有する特性があり、単独の飛び道具や遠距離攻撃武器をもたないか、主体でない英霊でも割り当てられることがある。また、バーサーカーなど属性の強いクラスの場合、英霊の一部の側面を強調することで通常とは異なる姿で現界する場合がある。バーサーカーは召喚時の詠唱に2小節を加えることによって、任意で召喚できる。
サーヴァントの真名を知られるということは同時に弱点を晒すということでもある。これは、英霊は基本的に神話伝承に語られる英雄であり、その物語の中には彼らの最期や弱点なども含まれ、宝具と同様に属性として備わっていることが多いためである。真名がマスター以外の者に知られないように、サーヴァントは真名ではなくクラス名で呼ばれる。肉体年齢については、逸話や呪いなどがない限り全盛期の姿である。
英霊である彼らは人間がまともに戦って敵うような相手ではないとされ、彼らの半身ともいえる宝具を筆頭として、現代の人間より遙かに強い力をもった存在として描かれる。さらには、元々の力に加えて、その英霊の知名度や伝説への信仰による恩恵を得て戦うこともできるが、その基準は聖杯戦争の舞台によって変わり、冬木の聖杯戦争の場合は日本における知名度が影響する。したがって、聖杯戦争が開催される土地が英霊の出身地・文化圏に近いほど、当該サーヴァントはステータスの低下や宝具・スキルの喪失といった劣化を避けられる。
英霊は、サーヴァントとして召喚される際にクラス（器）へと収まることで、三騎士の「対魔力」やバーサーカーの「狂化」などクラスに応じた固有のスキルや、聖杯戦争のシステム、召喚された地域やその時代についての知識が与えられる。また、マスターの性質や魔力の量によりその能力には補正がかかる。上述のとおり架空の英霊の召喚は可能だが、本人ではなくその英霊の特徴に該当する亡霊が呼び出される。ただし、聖杯は西洋由来の概念であるため、東洋の英霊など、聖杯の概念が浸透していない地域や時代の英霊を召喚することは（例外こそあるものの）原則不可能である。何らかの要因で死の要素を持たない不死者やあるいは神も、あらゆる並行世界において英霊になる未来が存在しない為に召喚することはできない。
彼らは使役する立場であるマスターより遥かに強力な存在だが、「現界のための絶対条件」としてマスターからの絶対命令権である令呪の縛りが課せられていて、マスターはサーヴァントに3度だけ絶対に従わせる命令を下せる。さらにサーヴァントらは現世に留まるために現代の依り代を必要とし、現界のための魔力もほぼ自給できないため、マスターとの協力関係を余儀なくされる。
彼らの本質は霊体であるため、たとえ彼らが実体化している時でも、神秘の存在しない攻撃は効果がないとされる。逆に言えば、神秘が同格であるサーヴァント同士であればペーパーナイフでも傷つけられる。魔力供給を断たれると霊体に戻り、マナと呼ばれる、自然や空間に存在する魔力の薄い無機物を通り抜けることができる。その状態でもマスターと意思を通わせることは可能である。霊体のままだと通常干渉を受け付けないが、現実への干渉力も同様に落ちる。
サーヴァントは、敗北した後、記録だけを「英霊の座」へとフィードバックし、通常の時間軸から消え去る。その性質を利用して「根源の渦」への孔を穿つのが冬木の聖杯戦争という魔術儀式の真の姿である。孔を開くためには、サーヴァント全員の魂を器たる「小聖杯」に蓄え、力が満ちた後に解き放つことが必要なので、自身のサーヴァントも殺す必要がある。令呪の1画を残すことがセオリーとされるのはそのためであり、その知識がサーヴァントに与えられることはない。
黒化したサーヴァントはその時点で聖杯の力によって受肉するため、物理的な干渉力は増大するが霊体化はできなくなる。また魔力の制限がなくなり、戦闘力が大幅に強化される。
作中世界で数ある聖杯戦争の中でも英霊をサーヴァント（使い魔）として召喚する方式は冬木にしか存在しない。それ故に根源への到達さえ可能とする聖杯の存在も含めて極東のマイナーな儀式にもかかわらず、きわめて完成度が高い魔術儀式であるために魔術協会や聖堂教会からも冬木の聖杯戦争が注目される要因となっている。
Fate/Grand Orderによれば、元々、降霊儀式・英霊召喚とは、「文明より生まれ文明を食らうもの、自業自得の死の要因（アポトーシス）」である7つの人類悪「ビースト」を討つために人理を護る、その時代最高峰の七騎の守護者を召喚し、霊長の世を救う為の決戦魔術であり、通常の聖杯戦争で召喚されるサーヴァントは言わばそのダウングレード版である。
触媒・聖遺物
サーヴァントの召喚において、特定の英霊を召喚したい場合にはその英霊に縁のある聖遺物を触媒として用いることで召喚する英霊の指定が可能。ただし、触媒が縁として弱い物、或いは複数の英霊が該当する触媒、および触媒なしで召喚した場合には召喚者であるマスターと性格や人生が似通った英霊が召喚される（この場合あくまで似通った性質が呼ばれるだけで相性が良いとは限らず、同族嫌悪となり相性が悪くなる可能性もある）。例えば、アルゴー船の残骸を触媒とした場合には船長であるイアソンを始め、「最強の大英雄」「裏切りの魔女」「医術の神」「純潔の狩人」、円卓の欠片を用いれば「全ての円卓の騎士」と大勢の候補からマスターに最も似通った英霊が召喚される。希少例だが、召喚される側がマスターと縁のある品を所持していることでも召喚対象となる場合があり、命を救われた士郎が生涯持ち続けた凛のペンダントが縁となり未来からアーチャーが召喚されている。
宝具（ほうぐ）
人間の幻想を骨子にして作り上げられた武装のこと。
英霊は、生前彼らが持っていた武器や固有の能力・魔術・特徴、あるいは彼らを英霊たらしめる伝説や象徴が具現化したモノとして、伝承由来の宝具を持つ。宝具には、具体的な武具の形を取らず、身体能力として常時発動するようなものも含まれることがある。ひとりの英霊が持つ宝具の数は、その英霊の伝承の数や種類によって異なる。
基本的に宝具は、魔力を注ぎ宝具の真名を口にすることで秘められた真の力を発現させる「真名開放」によって行使される。これにより、英霊より格上の存在である幻想種最強の竜種を倒すことも可能とされる絶大な威力を発揮可能。ただし、能力の発動は任意の発動から使用条件といったものもあり、全ての宝具に真名開放があるわけではない。
武器などの現存する宝具が多いが、それら自体には一種の概念武装ではあるが宝具としての能力は付与されず、基本的にはその武器を象徴する使い手のサーヴァントが手にすることでのみ、宝具と成り得る。
全て遠き理想郷（アヴァロン）
セイバーの使用する宝具だが、作中ではセイバーと共に召喚されたものではなく、概念武装の聖遺物として伝存している。
アーサー王が死後に辿り着いた妖精郷と同じ名を持つエクスカリバーの鞘。老化を停滞させ、事象に対しても有効な無制限の治癒能力を発揮する。宝具としての能力は魔法を含むあらゆる攻撃を寄せ付けない絶対的な防御力を誇る結界宝具であり、ギルガメッシュの乖離剣エア、「この世全ての悪」の泥さえも跳ね返す。
前回の第4次聖杯戦争より衛宮切嗣が使用しており、冬木大災害の場で士郎の命を救うため、切嗣によって士郎の体内に埋め込まれた。後にこれは士郎によってセイバーに返還されるが、ルートによっては返還されずに士郎の体内に宿ったままとなるものの、大聖杯の解体によって星へと帰って行くことになる。
この鞘の治癒能力は基本的にセイバーとの接点が必要であり、契約による繋がりがある限り何の問題もなく治癒能力を発揮する。
干将・莫耶（かんしょう・ばくや）
アーチャーの使用する夫婦剣。
白と黒の短刀で、黒い剣が陽剣・干将、白い剣が陰剣・莫耶。互いに引き合う性質をあり、巫術、式典用の魔術兵装としての側面を持つ。干将と莫耶を揃えて使うことで所有者の対魔術、対物理が向上する。作中に彼の宝具と言われることがあるが、宝具としての能力はなくあくまで剣として投影した複製品。ただし、「干将・莫邪」の本来の持ち主たる英霊が手にした物なら（上記に述べてる様に宝具は英霊が所持してる物が宝具になるため、アーチャーの干将・莫邪は現存した物かの別の要素から投影した物になる。）、怪異に絶大な効果がある対怪異用宝具となるという。因みに投影物でも対怪異としての特性は備わっている。投擲する活用法もあり、性質を利用することで避けられても再び襲いかかっていく。また投影の負担が軽いので複数本用意できる。
性質と投影を駆使した干将・莫耶の究極技ともいえる「鶴翼三連」がある。本作では"Heaven's Feel"ルートのとある展開で、彼ではなく士郎が移植したアーチャーの腕より引き出しセイバーオルタ相手に自壊覚悟で倒した技で、2対の投擲と斬撃の重ね×切りのコンビネーション技である。テレビアニメ第1作では彼自身が使用し、投擲は壊れた幻想も活用し、さらに刀身を強化することで鳥の羽のような巨大な剣「干将・莫耶オーバー・エッジ」にて斬撃する。これは原作では描かれておらず、奈須が監督の山口に「この剣は大きくなるんですよ」と語ったのがきっかけで作られたものである。「干将・莫耶」に刻まれている詩が発動呪文でもある。
王の財宝（ゲート・オブ・バビロン）
ギルガメッシュの使用する宝具。
ギルガメッシュが貯蔵する膨大な数の武器や財の納められた宝物庫を開く鍵剣こそが本体。それ自体に脅威はなく使用者の財がなければただの鍵でしかないが、人類史全ての財を所有すると言われたギルガメッシュだからこそ意味のある宝具と言える。鍵剣を使わなくても財を取り出すことはできるが、乖離剣を呼び出す際にはしばしば鍵剣を使用している。ただし、ヘラクレスの「十二の試練」など、英雄の生涯における逸話や技などが基になった形のない宝具までは所有していない。
あくまで圧倒的なのは「王の財宝」に収納された宝具の量であり、ギルガメッシュ自身の戦闘能力は第五次聖杯戦争に参加したサーヴァントたちのトップクラスには及ばないとされているが、ギルガメッシュのパラメータ自体はセイバーと同等となっている他、出現させる宝物庫の扉の位置と同時発生数などは自由自在であり、それによる宝具の掃射を掻い潜れる者は少ない。
生前のギルガメッシュの逸話からAランクを超える宝具も大量に保持しているため、ヘラクレスの「十二の試練」を破る攻撃が可能だが、ヘラクレスは宝具の嵐を強行突破して肉薄することも可能なため、ギルガメッシュ本人がそれを承知して「分が悪い」とも告げ、確実に葬るためにイリヤを狙っている。
『Fate/EXTRA CCC』ではより定義が明解にされており、『英雄の伝承は人類最古の英雄であるギルガメッシュの伝説から派生したもの』であることから、英雄の宝具の原典もまた彼に行き着き、そしてその原典は「人類の知恵の原典にしてあらゆる技術の雛形」とされている。ゆえに宝物庫には人類が生み出すものであれば、過去未来の時間軸問わず全てを保有している。逆に、「基本的に全く別の新人類、または別天体の知的生命体の文明技術によって生み出された全く別の概念による物」や「その英雄の逸話などが昇華された物」は収蔵されておらず、また「存在こそしても使用した伝承がない宝具」は、原典が何に当たるかわからないため宝物庫から取り出すことが不可能。

### 固有結界
心象世界を具現化し、現実世界へ侵食させることで、一定領域を、通常とは異なる法則が支配する結界へと創り変える魔術。「世界」に干渉するというその特性上、発動中は「世界」、すなわち二種の抑止力（星の抑止力・霊長の抑止力）からの修正を常に受け続ける。したがって、結界の展開・維持にはそれ相応の魔力が必要であり、人間の術者は高々数分しか使用することができない。術者の心象は術者ごとに異なるため、その能力もそれぞれ異なる。魔法に最も近い魔術であり、魔術師の目指す到達点の一つだが、夥しい代償を負うことが少なくないため禁呪として扱われる。
無限の剣製（アンリミテッドブレイドワークス）
アーチャー、及び衛宮士郎が使用する固有結界。アーチャーのものは、スキル「魔術：C-」の一部であって本来は宝具ではないが、アーチャーのシンボルということで彼の事実上の宝具となっている。
数多の剣が、あたかも墓標のように大地に突き刺さっている剣の丘の心象世界。内部は武具を構成するあらゆる要素で満ちている。武具を視認するだけで、それが例え宝具であろうともその構造を瞬時に読み取り、複製して心象世界内に貯蔵する。投影魔術を用いれば、貯蔵されている武具を現実世界へ引っ張り出すことが可能である。通常の投影魔術の燃費は決して良いものではないが、アーチャーと士郎の場合は心象世界から武具を取り出す際の僅かな魔力消費のみで成立する。彼らの魔術はすべてこの固有結界から零れ落ちたものに過ぎない。
武具の複製の際には、その構造のみならず、オリジナルに宿る製作者の理念や本来の使い手の技術をも読み取る。そのため、本来の使い手には及ばないものの、アーチャーと士郎は擬似的な武具の担い手となることができ、それが宝具であれば、彼らの力が追いつく範囲の中で「真名開放」を行うことができる。また、「複製した宝具は替えが利く」という特性から、アーチャーは宝具を敢えて破壊することでその魔力を爆発的に解放する「壊れた幻想（ブロークン・ファンタズム）」をなんの躊躇いもなく使用する。その他、複製するだけにとどまらず、自分好みのアレンジを施すことも可能。ただし、宝具を複製した場合はオリジナルよりランクが一つ落ちる。加えて、盾や鎧など防具の投影には、剣の投影にかかる2倍から3倍の魔力が必要となる。これらの能力から、ギルガメッシュは彼らのことを「贋作者（フェイカー）」と称して蔑む。
セイバーの「約束された勝利の剣」やギルガメッシュの「乖離剣エア」など、神造兵装の複製は原則不可能である。ただし、「約束された勝利の剣」に限ってはセイバーオルタのものを士郎が投影したと思しき描写が存在し、アーチャーは「完全な複製は不可能だが、真に迫る物なら投影できる」と述べている。『Fate/EXTRA CCC』ではアーチャーが永久に遙か黄金の剣（エクスカリバー・イマージュ）を投影している。
ひとたび結界を展開すれば、武具は自在に操ることができるうえに瞬時に手にすることもできる。加えて、霊長の守護者であるアーチャーは世界側の存在であるため、ペナルティを受けないとされるがこのペナルティが何であるかは詳細不明。しかし、結界展開後、破壊されてしまった武具を修復する、結界展開時には貯蔵されていなかった武具を新規に複製するなどの場合は著しく魔力を消費する。なお、アーチャーと士郎の心象はそれぞれ異なるため、発動呪文と結界内の風景には若干の違いが存在する。
ギルガメッシュの「王の財宝」の天敵と呼べる魔術である。擬似的な武具の担い手となれるアーチャーと士郎に対して、ギルガメッシュは基本的に持ち主に過ぎないが故に同じ武具でも相殺することができる上、接近戦の場合にはギルガメッシュは必ず宝物庫を開いてから宝具を取り出す必要があるが、アーチャーと士郎は結界内の武具を手元に引き寄せるだけでよい。以上の理由により、ギルガメッシュはアーチャーと士郎に後れを取ることになる。しかしながら、対界宝具たる乖離剣エアを使用する場合はこの限りではない。

### 霊長の守護者
「抑止の守護者」とも、あるいは単に「守護者」とも呼ばれる。英霊の中でも、人類の自滅を回避するための究極の力として存在する者たち。自由意思を剥奪された状態で霊長の抑止力（アラヤ）に召喚・使役され、絶滅を回避するという大義の下、現場の人間を加害者・被害者問わず全て殺害する。霊格・神性が低い所謂アラヤ寄りの英霊や、専らアラヤとの契約によって英霊となった者にこの仕事が割り振られる。

## 登場キャラクター
声の項は特筆しない限りテレビアニメ第1作、[Réalta Nua]、テレビアニメ第2作のもので共通。相違する場合は特筆する。PCゲーム版はバーサーカーの咆哮を除きボイスは存在しない。

### 主人公

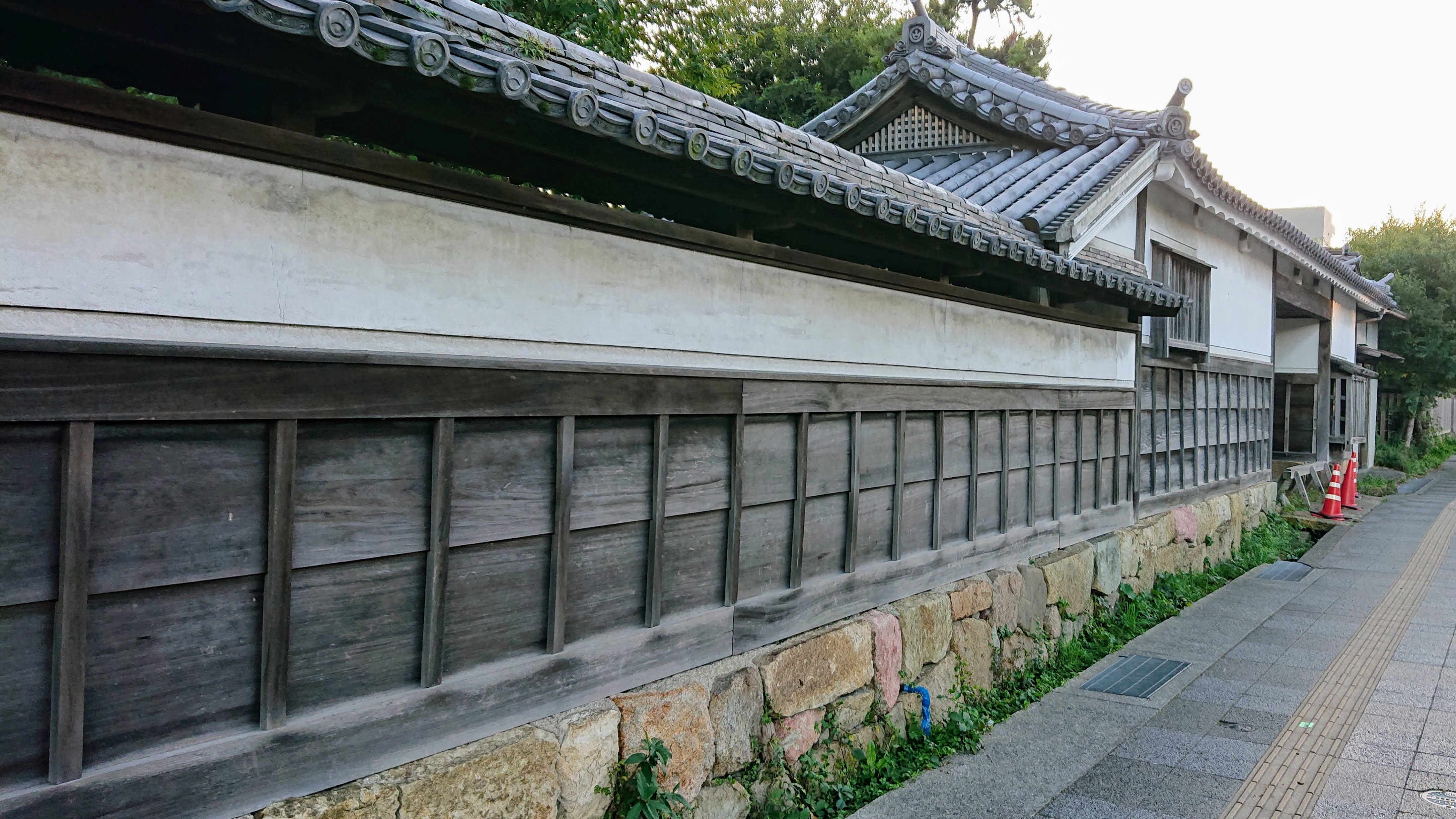
衛宮邸のモデルとなった、兵庫県明石市大明石町にある織田家の長屋門。

衛宮士郎（えみや しろう）
声 - 杉山紀彰（幼少期 - 野田順子）
- 身長：167cm / 体重：58kg / イメージカラー：赤銅

本作の主人公。穂群原（ほむらばら）学園2年C組に在籍。
10年前に冬木市で起きた大火災の数少ない生存者。その際に魔術師である衛宮切嗣に助けられ、養子となる。切嗣に命を救われたことと、助かった（と思っている）のが自分だけであることが非常に強烈な心象として残っており（俗に言うサバイバーズ・ギルト）、切嗣への憧れから、正義の味方となってみんなを救い、幸せにするという理想を本気で追いかけている。養父からの「借り物の理想」を追いかけて正義の味方を目指し、人助けのためなら自らを省みないその生き方は、シナリオ原作者の表現によれば「一生懸命人間のふりをしているロボット」あるいは「人間になろうとしているロボット」。言峰綺礼が先天的な異常者であるとすれば、彼は冬木大火災に狂わされた後天的異常者である。
元弓道部員であり、その腕は文字どおり百発百中であったという。人助けが生き甲斐であり、他人から頼まれたことに対して基本的に嫌と言わない（言えないのではなく）ため、都合よく利用されることも多い。学園では「穂群原のブラウニー」の異名を持つ。得意とするのは物を修理することと、家庭料理をはじめとする家事全般。身長が低いことと、童顔であることを気にしている。
運命のその夜、サーヴァント同士の戦いを目撃してしまったために殺されそうになった彼は、偶然召喚したセイバーに窮地を救われ、以後彼女のマスターとして聖杯戦争に参加することになる。
養父に無理に頼み込んで魔術の指導を受け、今も欠かさず鍛錬を続けてはいるものの、本来魔術師の家系ではなく指導の内容はあえて誤った鍛錬を教授されていた上、養父亡き今となっては完全な独学であり、初歩的ではあるが、極めるのは至難とされる「強化」（物体に魔力を通し、その物体がもともと持っている性質の一部を強化する魔術）しか使うことができず、しかも成功率は低い(本人曰く「0.5%を切るかもしれない」)。また、魔術回路は一度造って蓄積されたものを起動させれば良いだけという魔術師の常識すら知らず、毎晩行うことを日課にしている魔術の鍛錬のたび、一から魔術回路を造るという死と隣り合わせの危険を犯している。魔術師にはあまり役に立たない類のものだが、物体の構造を把握することにかけては一流 で、この才能ゆえか凛にも不可能だった学園内に張られたライダーの結界である､「他者封印・鮮血神殿」の結節点の特定を易々とこなしている。
魔術を使わない純粋な喧嘩をした場合、それぞれの試合形式では専門家に劣るが“どっちが音を上げるかが勝負みたいなケンカ”なら学園最強だとされる。
魔術師としては知識も技量も半人前だが、彼にとっては「強化」よりも遙かに高度な魔術であるはずの「投影」（イメージを元に、魔力で無から一時的に物体を作り出す魔術）の方が楽に扱えたり、さらに彼が「投影」した物体は時間経過では消滅しない など、特定の魔術に関しては普通の魔術師にはありえない特異な才能を発揮する。これは彼の身体が、一時的かつ限定的ながら術者の心象風景によって世界そのものを塗り潰してしまう大魔術「固有結界」のみに特化した異端であるため。その異端ぶりは、一流の魔術師である切嗣や凛が、士郎の魔術の異常さは感じながらもその正体を見極めるに至らず、的確な指導を行えなかったほどである。彼の固有結界「無限の剣製（アンリミテッドブレイドワークス）」は「視認した剣（および剣と認識できるもの）の構成や本質を捉え、複製し内部に蓄える」という能力を持つ。彼が普段用いている「強化」や「投影」、物体の構造の把握、結界の存在に敏感であることなど、全てはそこから漏れ出たただの副産物に過ぎない。特に彼の「投影」に関しては、物体を自身の固有結界の内側から取り出す作業であるため、本来の「投影」とはその出自からして全く異なっている。通常の「投影」では器を生成する分の魔力に加えて、その物体が内包する分の魔力も必要となり、はなはだ非効率 な上、肝心の効果も瞬間的なのだが、士郎の場合は心象世界から引き出す際のわずかな魔力消費だけで成立する。ただし、第五次聖杯戦争時点での士郎に投影できるのは武具、それも主に剣に限られ、近代兵器や機械は外見だけで中身が伴わない。鎧や盾など防具などに関しては瞬間的な効果で代償も大きい。それ故に彼が「熾天覆う七つの円環（ロー・アイアス）」を投影した際は4枚になっている（ただし、凛ルートでは7枚と完全に投影している）。また、魔術師として未熟なために魔力が足りず、自力で固有結界を展開することはできない。ただし、命の危機に瀕すると、自覚がないまま固有結界が体内で暴走を始める。最悪の場合には、無数の剣を生み出して体の内部から彼を串刺しにし、命を奪うこともある。
彼は知らなかったが、切嗣に命を救われた際、体内にエクスカリバーの鞘である結界宝具「全て遠き理想郷（アヴァロン）」を埋め込まれており、それが縁となってセイバーが召喚された。セイバーと契約していれば、セイバーとの距離に応じた強度の回復能力が発動する。セイバーがじかに接触すれば、宝具の恩恵によってほぼ致命傷に近い傷からでも回復できる。長年体内に宿していたために、上記のような契約や接触もなく自力で恩恵を作動させられるなど容易に投影可能であり、「真名開放」も可能。だが、それはセイバーとのライン（契約ではなく因果線）がつながっているからこそであり、鞘単体では彼の魔術特性と起源を「剣」に変えていくものでしかない。そのため、固有結界に大きく関係している。そして本編の10年後に大聖杯が解体された時にはセイバーとのラインが切れ、鞘のイメージを失い投影できなくなる。"Unlimited Blade Works"のシナリオでは身に宿したままだが、原作者曰く、のちに意味を失い、肉体から抜け落ちるように星の内海へと還るとのこと。
"Heaven's Feel"のシナリオでは中盤の戦闘で左腕を失う重傷を負ったが、同じく瀕死の重傷を負い消滅寸前だったアーチャーの発案により彼の左腕を移植 され、彼の魔術や戦闘経験・技術を引き継ぎ、黒化したバーサーカーやセイバーオルタとも対等に戦えるほどの力を得た。しかし、英霊であるアーチャーの腕は人間の身で到底扱えるものではなく、一度でもアーチャーの腕を解放すれば、その魔術行使に肉体が耐えられず内部から崩壊を始め、さらにアーチャーの記憶に侵食され、次第に士郎の人格、意識、記憶を破壊してしまう。そのため、魔力殺し（マルティーン）の聖骸布を巻いて封じることになるが、それでも生きている限り魔力は肉体に通るものであるため、腕からの侵食は完全には止められず、10年ほどで完全に侵食されてしまう。それまでに腕と拮抗するほどの魔術師に成長しなければならず、少なくとも生活的に聖骸布を巻き直せるくらいにはと凛は述べている。また魔術回路のオンオフはかえって危険と判断して従来のままである。結局は聖骸布を解いて戦うことを選んだ士郎は、記憶が次第に薄れて廃人と化していき、また投影のたびに体の内側で暴走する固有結界から生み出された剣で串刺しにされる状態となってゆく。

### メインヒロイン

作品内で度々登場する公園のモデル地『ポートアイランド北公園』

セイバー（Saber）
声 - 川澄綾子

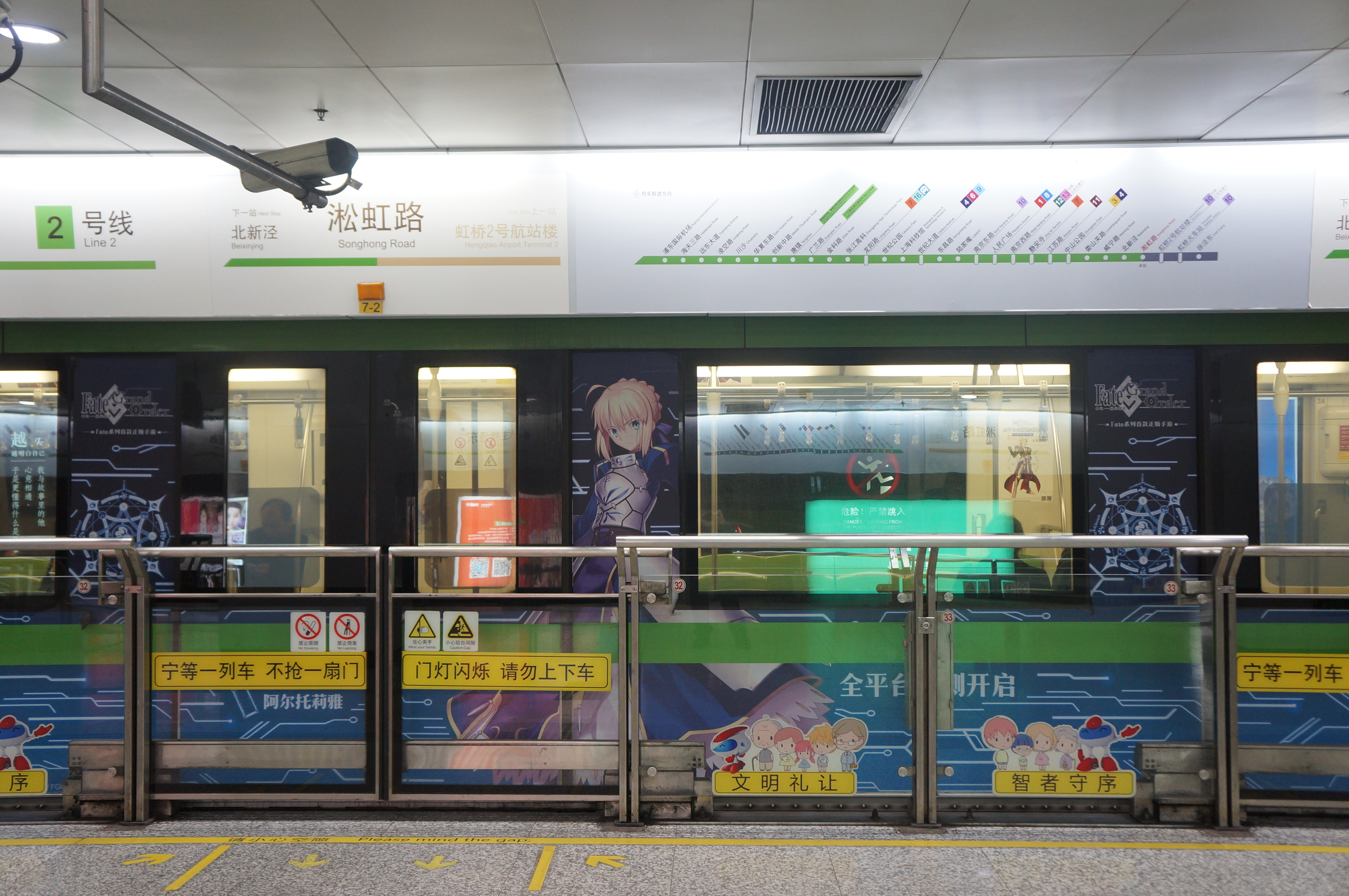
セイバーのラッピングが施された車両（中国・上海 淞虹路駅）

- 身長：154cm / 体重：42kg / スリーサイズ：B73（B）/W53/H76
- 誕生日：不明 / 血液型：不明 / イメージカラー：青 / 属性：秩序・善
- パラメータ（士郎）： 筋力：B / 耐久：C / 敏捷：C / 魔力：B / 幸運：B / 宝具：C
- パラメータ（凛）：筋力：A / 耐久：B / 敏捷：B / 魔力：A / 幸運：A+ / 宝具：A++
- スキル：対魔力：A / 騎乗：B / 直感：A / 魔力放出：A / カリスマ：B

本作のメインヒロインの一人。士郎と契約した剣士のサーヴァント。容貌は見目麗しい華奢な少女だが、「最優のサーヴァント」と謳われるセイバーのクラスで召喚されるほどの英霊。ただし、未熟なマスターである士郎との契約が原因で魔力の供給が十分ではなく、思うままに力を振るえずにいる。性格は良く言えば実直で生真面目だが、悪く言えば融通の利かない頑固、そして負けず嫌い。凛とした表情を滅多に崩さないが、怒ると怖い。その一方で時折、年相応の少女らしさを見せることもある。
かなりの健啖家であり、またの名を「腹ペコ王」。他作品で多くのセイバーのサーヴァントが登場するようになって以降は「青セイバー」とも呼ばれる。
人気投票では第1回、第2回共に1位に輝いた。そしてTYPE-MOON10周年記念のオールキャラクター人気投票でも1位に選ばれた。Fate派生作品では様々なセイバーが登場。2013年エイプリルフール企画「路地裏さつき・ヒロイン十二宮編」ではほかのセイバー系ヒロインを討とうと画策した。
真名はアルトリア・ペンドラゴン、つまり世界的に有名なイングランドの伝説的英雄アーサー王である。作品中の設定では、選定の剣（カリバーン）を岩から引き抜いた「アルトリア」という少女が性別を男と偽って「アーサー」を名乗り、王になったとされる。肉体の成長はその瞬間から止まってしまった。聖杯に賭ける願いは"王の選定のやり直し"。生前の彼女は自国ブリテンを救済するため選定の剣を引き抜き、その達成に向けて人生の全てを国に捧げた。そこに間違いや後悔の念は抱いていなかったが、選定の剣を抜く以前から「自分より王に相応しい人はいて、その人なら平和な国を長く築けたのではないか」という思いがあり、カムランの戦いを経てその思いが聖杯に賭ける願いへと至った。
実はほかの英霊たちと違ってまだ死んでおらず、死の寸前で「聖杯を手にすること」を求めて霊長の抑止力と契約し、生きている状態のまま様々な時空間に呼び出されている。聖杯を手にし、霊長の抑止力との契約が達成された暁には本来の時間に戻り、願いを叶えた後にそのまま死を迎え、はじめて正式に英霊となることになる。そのため、生者である彼女は霊体化することができない。また、敗退しても英霊の座には行かず元の時間軸に戻るのみであるため、聖杯戦争の真の目的である「根源」への到達は容量不足になる為に行う事が出来ない。つまり彼女が召喚された時点で「根源」に到達する儀式は失敗していることになる。
生前の時点で、選定の剣「勝利すべき黄金の剣（カリバーン）」は折れてしまっており、また、使用者を妖精郷に隔離することであらゆる物理干渉や魔術干渉、さらには魔法や平行世界・多次元からの干渉すらも遮断し、傷や病に老化をも癒す、ランクEXの結界宝具「全て遠き理想郷（アヴァロン）」も手元からは失われている。しかし、サーヴァントとしての彼女は、風を纏わせることで光の屈折率を変化させ武器を不可視にすることで間合いを測らせない第2の鞘「風王結界（インビジブル・エア）」、使用者の魔力を“光”に変換し究極の斬撃として放つ星の鍛えた聖剣「約束された勝利の剣（エクスカリバー）」の2つの宝具を持つ。また、前述の「全て遠き理想郷」も、士郎の体内に埋め込まれる形で第五次聖杯戦争に存在しているため、ルートによっては士郎からセイバーに返還され、第3の宝具となる。宝具以外にも多数の精霊の加護を得ている。
テレビアニメ第1作では監督である山口がTYPE-MOONと綿密な打ち合わせを繰り返した結果、奈須による「小柄な女の子が頑張っている」「爽やかな水」というイメージに集約された。また、彼女の玉座は原作ではデザインされていなかった為、キャラクターデザインの石原恵がドラゴンをモチーフに描き起こしたものである。
セイバーオルタ
- 属性：秩序・悪
- パラメータ：筋力：A / 耐久：A / 敏捷：D / 魔力：A++ / 幸運：C / 宝具：A++
- スキル：対魔力：B / 騎乗：－ / 直感：B / 魔力放出：A / カリスマ：E

"Heaven's Feel"シナリオにおいて黒化した姿。容姿も属性も完全に変貌し、半ば殺人マシーンじみた強敵として士郎の前に立ちふさがる。存在しないはずの8人目以降のサーヴァントのうち10人目とする解釈もあるが、手段を選ばなくなっただけで本質はセイバーと同じものであり別人ではない。
宝具『約束された勝利の剣』は、本作では通常時のセイバーと同じく「エクスカリバー」表記であるが、通常時と区別して「エクスカリバー・モルガン」としている作品もある。なお、Fate/Grand Order内でのセイバーの宝具「エクスカリバー」が大上段からの唐竹であるのに対し、オルタの「エクスカリバー・モルガン」では構えが違い、左腰に構えて切り上げる、抜刀術の雰囲気を彷彿とさせるものになっている。同ゲームのArcade版ではより分かりやすい(構えのカットが入る)。

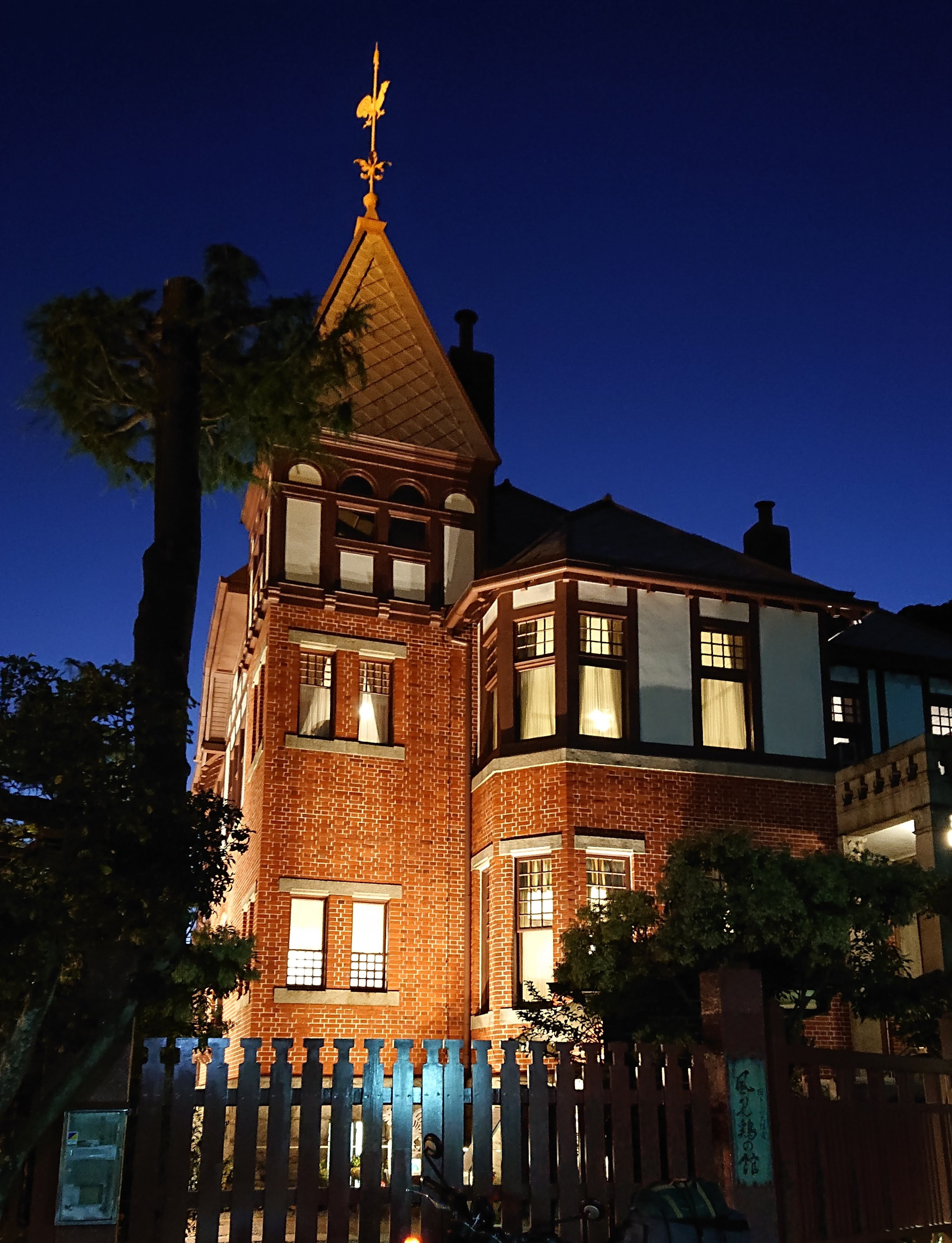
遠坂家のモデルとなった『風見鶏の館（兵庫県・神戸市）』

遠坂凛（とおさか りん）
声 - 植田佳奈
- 身長：159cm / 体重：47kg / スリーサイズ：B77/W57/H80
- 誕生日：2月3日 / 血液型：A型 / イメージカラー：赤

本作のメインヒロインの一人。士郎と同じ穂群原学園（2年A組）に通う女生徒で、魔術師。アーチャーのマスター。亡き父の遺志を継いで聖杯戦争に臨む。家訓「どんな時でも余裕を持って優雅たれ」を実践する。学校では容姿端麗な優等生として男女問わず生徒たちからの人気があり、士郎も１年生の頃から彼女に憧れを抱いていたが、実態は猫をかぶっており、その本性は士郎によると「あかいあくま」。魔術師としての誇りや元来のプライドの高さゆえに誤魔化しているが、実はかなりお人好しな性格であり、アーチャーからは「凛は戦いには向いていない。魔術師ならば志より結果を取るべきだ。」と指摘されている。
アベレージ・ワンと呼ばれる五大元素使いの魔術師として高い実力を誇るも、先祖代々の遺伝で肝心な所でミスをする悪癖がある。遠坂家の魔術である「力の転換」によって魔力を込めておいた宝石を用いる宝石魔術や、相手を指差すことで人を呪う北欧の魔術「ガンド」を得意とする。また、言峰から指南されていた影響で八極拳も用いる。
料理の腕前は、少なくとも得意の中華料理に関してなら士郎より上。ただし和食に関しては味噌汁の作り方すら知らない。趣味は士郎いじりと宝石磨き。寝起きはかなり悪い。遠坂の魔術の性質上、高価な宝石を多用する必要があるため、お金に細かい。士郎と共同戦線を張り、彼の魔術を指導するために衛宮邸へ居候するが、家主の士郎よりも権力を振るう。
人気投票では第1回、第2回共に2位に入った。TYPE-MOON10周年記念のオールキャラクター人気投票では4位。

 間桐桜（まとう さくら）
声 - 下屋則子
- 身長：156cm / 体重：46kg / スリーサイズ：B85/W56/H87
- 誕生日：3月2日 / 血液型：AB型 / イメージカラー：桜（黒）

本作のメインヒロインの一人。間桐慎二の妹。穂群原学園に通う士郎の1年後輩で、士郎にとっても妹のような存在。弓道部所属。穏やかな性格の美少女。ある出来事をきっかけに、1年ほど前から毎日士郎の家に朝食と夕食を作りに来ている。実は人間らしい感情を持てるようになったのは最近のことで、士郎や大河の影響で随分と明るくなり、笑顔を見せるようになった。今や洋食に関しては料理の師である士郎よりも上。士郎は気付いていないが、彼のことを恋い慕っている。内罰的で自己評価が極度に低い。日常をこの上なく尊く思っており、そのために彼女なりに懸命に耐え切ろうとする。
実は彼女も魔術師であり、ライダーの正式なマスターである。凛の実の妹でもあり、旧姓は遠坂。幼い頃間桐の家に、養女として迎えられている。遠坂の魔術刻印の継承者にして姉である凛に対しては、憧れと同時に強いコンプレックスを感じている。
元々聖杯戦争に関わる意志が無かった為、"Fate"・"Unlimited Blade Works"ルートではマスターとしての権利を最後まで義兄の慎二に委ねている。
身体に合わないマキリの魔術に無理矢理馴染ませるべく、長年にわたり蟲による調整を受け続けてきた。そのため、元は凛と同じだった髪や瞳の色が一変するほど体質が変化した。常人なら数日もたずに発狂するほどの蟲による凄惨な陵辱や、義兄である慎二による虐待など、過酷な境遇に長年置かれていたために、その精神は極限まで追い詰められているが、生来の我慢強さにより発狂には至っていない。幼い頃の出来事については『Fate/Zero#バーサーカー陣営』を参照。
前回の聖杯の破片から作られた刻印蟲を心臓に植え付けられているため、今回の聖杯戦争におけるもう一つの聖杯でもある。ただし不完全であり、本来なら完成に至ることはないが、Heaven's Feelルートにおいて、士郎と恋人となったことによって「士郎を失いたくない」という恐怖心や間桐臓硯の策略もあり、鬱屈していたネガティヴな感情が噴出することで中身の成長を促し完成する。第三次聖杯戦争の時から大聖杯内に留まる「この世全ての悪（アンリマユ）」と接続した影響で黒化反転した事により、根底から人格が一変した禍々しい姿（俗に「黒桜」と呼ばれる）となり、心ならずも冬木市で大虐殺を行うこととなる。
テレビアニメ第1作では、キャスターに拉致されて聖杯降霊の拠り代にされかける、というオリジナルエピソードがある。その際に奈須が「空気の読めない桜らしい格好」として発案し武内がデザインした桜のボンデージ衣装が登場した。この衣装はファンの間でたびたび物議をかもし、奈須は「空気を読めないのは僕だった」と述懐している。一方、武内はこの衣装が気に入っている旨のコメントを残している。
人気投票第1回は6位、第2回は5位。『まほうつかいの箱』女性キャラ投票では4位、TYPE-MOON10周年記念のオールキャラクター人気投票では8位を獲得し、奈須きのこから「ついに時代が桜に追いついた」と評された。

### サーヴァント
アーチャー（Archer）
声 - 諏訪部順一
- 身長：187cm / 体重：78kg / イメージカラー：赤 / 属性：中立・中庸
- パラメータ： 筋力：D / 耐久：C / 敏捷：C / 魔力：B / 幸運：E / 宝具：???
- スキル：対魔力：D / 単独行動：B / 千里眼：C / 魔術：C- / 心眼（真）：B

凛と契約した弓兵のサーヴァント。キザな皮肉屋で現実主義者だが、根底の部分ではお人好し。アーチャーのクラスでありながら、弓よりも2本1対の陰陽の夫婦剣「干将・莫耶（かんしょう・ばくや）」による白兵戦を好む。ステータス自体は平均的だが、それでも剣戟は音速を超える。
弓兵として弓を取ることもあり、ケルト神話に登場するカラドボルグの名を冠した「偽・螺旋剣（カラドボルグII）」などを矢として番える。さらには、ギリシャ神話のトロイア戦争にてアイアスが使用した盾で、投擲に対しては無敵とされる概念武装「熾天覆う七つの円環（ロー・アイアス）」なども使用する。凛による乱暴な召喚のせいで記憶が混乱し自分が何者か分からないと言い張り、マスターである凛もその真名を知らない。士郎を個人的に敵視しているようだが、その一方で彼に対して的確な助言を送ることもある。またセイバーに対しても彼らしくない行動をとり、出合い頭の奇襲に対応しきれなかった点や、表面的には挑発的な物言いをしながら、その実叱っていたことなどから、凛は正体を察しつつも、セイバーに関係した英霊ではないかとカマをかけたこともある。人気投票では第1回、第2回共に3位に入り、TYPE-MOON10周年記念のオールキャラクター人気投票では再び総合3位に入り、男性キャラクターとしては1位となっている。
第5次聖杯戦争で唯一の、未来の時代の英霊。真名はエミヤ。とある未来の世界において、死す運命にあった百人の命を救うため「霊長の抑止力（アラヤ）」と「救命の奇跡の対価として、死後に英霊となる」という契約を交わした、主人公の衛宮士郎である。優れた才能を持たない彼が、それでも自分の理想を貫き通し、厳しい修練と戦いをただひたすら耐え抜いて正義の味方に成ろうとした、そのなれの果て。皮膚や髪の色が作中時点の士郎と異なるのは、固有結界の魔術による反動である。この変色は士郎にも見られ、"Fate"のシナリオで「勝利すべき黄金の剣」を投影した際に皮膚の一部が変色している。本来ならサーヴァントの過去を見ることが出来るのは、契約によって魔力のラインが繋がったマスターだけだが、士郎は元が同一人物のため、「自分が辿るかもしれない未来の可能性」であるところの彼の過去を幾度か幻視している。
理想を追い続けたその生涯は報われることなく、自分が助けた相手の裏切りによって幕を閉じるが、それでも彼は誰一人恨まず、後悔はなかった。それどころか死後にその魂を英霊としてまで、見ず知らずの人々のために正義の味方になることを切望した。だが、英霊としての彼に与えられた役割は、一部の人々を抹殺することで人類全体を破滅から救う「霊長の守護者」であった。拒むこともできないまま、その手で永遠に望まぬ殲滅を繰り返し、かつそれを通して人々の醜い面を延々と見せつけられた結果、彼の信念も遂には摩耗して、抱き続けた理想に絶望し、自分のかつての生き方を憎むまでになった。そして、生前の自分と同じ時代に召喚された際に、士郎を自らの手で抹殺することで自分殺しの矛盾を起こし自分を消滅させることを思いつく。しかし実際には、英霊となった時点で因果を外れ、既に「衛宮士郎」とは別の存在となってしまっているため、望みが叶えられる可能性はまずない。彼自身も認めている通り単なる八つ当たりに近く、また、何らかの変化があると信じないと自身を許容できないとも語っている。奈須きのこ曰く、召喚されたこの世界で、正義の味方の名の下に生まれる殺人者を自らの手で断つことが、命を奪ってしまった者達への最低限の償いと考えている、とのこと。結局、何度もチャンスがあったにもかかわらず、士郎を一方的に殺そうとはせずに聖杯戦争の最善の終結を優先しており、むしろ士郎に対して助言を与えたり手助けをしたりしている。"Unlimited Blade Works"のシナリオで士郎の殺害を実行に移したのも、凛とセイバーとで勝ち残る算段が付いたと判断したからであり、そこに、彼が絶望してもなおやめられなかった正義の味方としての生き方、彼の信念を窺うことができる。ギルガメッシュも、彼に対しては「理念自体は俗物ではない」と一定の評価を与えている。
召喚の触媒になった品は、凛が父親から譲り受けた宝石のペンダント。凛が士郎の命を救うために用いたそれを、彼は生涯大切に持ち続けていたため、召喚者である凛との縁となった。つまり、召喚の触媒を召喚者でなく英霊の側が所持していたことになる。
召喚時の暴走のせいで記憶喪失というのは全くの嘘ではなく、生前の記憶自体が摩耗しているため、召喚直後の記憶は実際に曖昧で、現状を把握、推測することで急速に記憶を取り戻している状態だった。その中で覚えていたことは、自身の真名と冬木の大災害の光景、切嗣に正義の味方になると誓った夜の思い出と、セイバーを召喚したときの光景だけである。なお、作品のプロローグの独白は、実は士郎ではなく彼のもの。
彼がどのような聖杯戦争を歩んだかは本編では明確にされていないが、発言を総合すると"Fate"ルートのシナリオに近いと推察できる。なお、原作者の奈須きのこ曰く「士郎は作中のどのルートでもエミヤにはならないが、可能性自体はある」とのことである。また、テレビアニメ第2作の放送後には、奈須きのこがより明確に歩みを語っており、「聖杯戦争開始時の条件がほぼ同じではあるものの、何かが欠けていた世界」において、セイバーの心を救えないまでもセイバーのことを理解し、聖杯を破壊したのちに別れた、とのこと。作画担当の武内崇は「"Fate"ルートのグッドエンドみたいなもの」と述べている。
「錬鉄の英霊」の異名を持つ。今回の聖杯戦争において、未来の英霊である彼には知名度による恩恵が一切なく、特定の宝具も持たないため一番不利だが、鍛え上げた戦術と必勝の戦略、そして、固有結界「無限の剣製（アンリミテッドブレイドワークス）」を自在に操れることが彼を強者たらしめている。詳細は当該項目を参照。
並大抵の武器では傷一つつかないサーヴァントにとって、彼の固有結界の能力そのものは大した脅威ではない。相手の宝具や技術を単純に複製・模倣しただけでは、それを極限まで使いこなす本来の担い手に到底及ばないためである。したがって、他の英霊の宝具をいくつも記憶した上でそれらを効果的に運用することにより、初めて他のサーヴァントに対抗し得る力となる。ここに、「心眼（真）」を初めとする、修練と経験によって培われてきた技量が活きてくる。
テレビアニメ第1作では、原作で省略されたバーサーカー戦が描かれており、敗れはしたものの、全サーヴァント中最強と謳われたバーサーカーを5回殺害（原作では6回）するほどの実力を発揮した。ただし描かれたのは、「無限の剣製」を発動してバーサーカーに挑みかかるところまでで、その後場面は暗転し、アーチャーの最期が暗示される。
彼が万全の状態で全力を出すことは作中においてなく、戦略的にわざと見逃すことや、マスター不在などで不利になる場面が多く、純粋に勝利することはなかった。また敵といえど身内（セイバー、凛、イリヤなど）に対し非情になりきれない節があり、直接的に傷つけることはしなかった。
彼を象徴する赤い外套 は「赤原礼装」と言い、ある聖人の聖骸布から作られた概念武装 で、外敵ではなく外界からの守りである。
テレビアニメ第2作では、メルトダウン寸前の原子炉を止めるためにアラヤと契約したことなどが断編的に描かれている。また、守護者としての召喚時のことも描かれ、様々な時代の紛争地に召喚され対象の殲滅を続ける。そのときは、"Fate/hollow ataraxia"で語った通り「自分の戦い」ではないため、彼を象徴する赤い外套は着用せずに白いマントを羽織ったスタイルであり、弓による狙撃が主体である。
『Réalta Nua』追加エピソード"Réalta Nua"における士郎は、独白の内容や固有結界内の風景などからエミヤであるとも解釈できる。
バーサーカー（Berserker）
声 - 西前忠久
- 身長：253cm / 体重：311kg / 誕生日：不明
- 血液型：不明 / イメージカラー：鉛 属性：混沌・狂
- パラメータ： 筋力：A+ / 耐久：A / 敏捷：A / 魔力：A / 幸運：B / 宝具：A
- スキル：狂化：B / 戦闘続行：A / 心眼（偽）：B / 勇猛：A+ / 神性：A

イリヤと契約した狂戦士のサーヴァント。身の丈2m半ばを超える巨漢。巨大な岩の剣を軽々と振り回す。第五次聖杯戦争で召喚されたセイバーが最優のサーヴァントなら、バーサーカーは最強のサーヴァントと評されており、肉弾戦では敵無しとされる。バーサーカーのクラスの固有スキルである「狂化」により、理性や一部の技術を失う事を代償に、全ての能力が引き上げられており、その破壊力は圧倒的である。通常、バーサーカーのクラスは制御や維持の難しさから、「弱い」英霊を狂化し能力を高めて使役するが、今回のバーサーカーは元の英霊としての格も非常に高く「神話級」であり、剣を叩きつければ衝撃で乗用車が跳ね上がる、地面が陥没するなど手のつけられない怪物となっている。狂化してなおマスターであるイリヤを護ろうとする意志を感じさせる描写がある。
テレビアニメ第2作では、狂化に似合わない太刀筋や、武器を封じられるや否や瞬時に俊敏な格闘に切り替えるトリッキーな戦術を披露している。
真名はギリシア神話における大英雄・ヘラクレス。神の祝福（呪い）によって肉体そのものが常時発動型宝具「十二の試練（ゴッド・ハンド）」と化している。この宝具はBランクに満たない攻撃を無効化（つまり通常攻撃に換算するとA以上となるCランク宝具等は通用しない）し、11回までの自動蘇生を行うことができる。さらに一度受けた殺害方法では二度と殺せないため、完全に倒すにはAランク以上かつ12種の攻撃か、強力な一撃で複数回殺す必要がある。ただし、消費する魔力は桁違いで、凡庸な魔術師ならば一生かかって蘇生1回分の魔力が用意できるかどうかである。逆に充分の魔力があれば、消費したストックも回復できる。
なお、英霊ヘラクレスにはキャスター以外の全てのクラスに該当する資質があり、数々の試練を知恵と機転で乗り越えたヘラクレスにはレンジャーでもあるアーチャーが特に相性が良く、バーサーカー以外のクラスだった場合には、生前に培った武技と「十二の試練」（自身の技能で一度見た技は見破れるため、より完璧になる）に加えて、状況・対象によってカタチを変える万能宝具「射殺す百頭（ナインライブズ）」も用いる。この宝具はヒュドラを射殺した彼の弓の宝具（対幻想種用のホーミングドラゴンレーザー九発同時発射）を模した独自の流派であり、剣や盾などを用いた用途がある。その中の大剣による対人用の「射殺す百頭」は本編でアーチャーの腕を用いた士郎が斧剣共々投影し、九つの急所を瞬時に斬りつける「是・射殺す百頭（ナインライブズ・ブレイドワークス）」を黒化したバーサーカー自身に対して使用している。関連作品では士郎の大技にされている。関連作品において彼自身が放った場合は、名の示すとおり100回斬りつける演出がなされる。同じ剣を用いた利用法として、地面を叩いてマルチレーザーを発射する対軍仕様がある。これらを犠牲にしてまでヘラクレスをバーサーカーとして召喚したのは、過去に幾度となく裏切られてきたアインツベルンにとって「無駄な知恵を付けず自分の言うことだけを聞く忠犬」のほうが制しやすかったためである。召喚に持ち得た触媒は、彼の武器である斧剣である。
『Fate/strange Fake』ではアーチャークラスで登場。アヴェンジャークラスの性質も有しており人としての幼名であるアルケイデスと名乗る。この時は「十二の試練」を使えなくなる代わりに 生前の試練をねじ伏せた証の数々を具現化させる「十二の栄光（キングス・オーダー）」を宝具として取得。さらに  他人の逸話由来の宝具を奪い取る 「天つ風の簒奪者（リインカーネーション・パンドーラ ）」をも取得している。
ランサー（Lancer）
声 - 神奈延年
- 身長：185cm / 体重：70kg / イメージカラー：青 / 属性：秩序・中庸
- パラメータ： 筋力：B / 耐久：C / 敏捷：A / 魔力：C / 幸運：E / 宝具：B
- スキル：対魔力：C / 戦闘続行：A / 仕切り直し：C / ルーン：B / 矢除けの加護：B / 神性：B

槍兵のサーヴァント。高い瞬発力と白兵戦の能力を備え、セイバーを相手にしても一歩も引かなかった。マスターからは諜報に徹するように命じられており、決着をつけずに撤退する事が多いが彼自身の本意ではない。紅い魔槍を持つ。マスターから偵察任務を命じられており、主に単独で行動する。根は実直で、口は悪いが己の信念と忠義を重んじる英霊らしい英霊と言える。物語の始まりにおいて、戦いを目撃した一般人として聖杯戦争の掟に則り士郎を殺そうとした。
真名はケルト神話における大英雄で、アイルランドの光の皇子・クー・フーリン。死力を尽くした戦いを求めて召喚に応じた。彼の本来のマスター（バゼット・フラガ・マクレミッツ）は言峰綺礼に騙し討ちされて令呪を奪われ生死不明になっており、現在のマスターは綺礼である。令呪により、主の鞍替えへの賛同の強制と、「お前は全員と戦え。だが倒すな。一度目の相手からは必ず生還しろ」との2つを命じられているため、全力で戦い得た機会は全ルートを通して1度だけである。
宝具は、必中必殺の呪いの槍を使用して因果を逆転し、「敵の心臓に命中している」という事実（結果）を作った後に攻撃（原因）を放つ対人宝具「刺し穿つ死棘の槍（ゲイ・ボルク）」と、この槍の呪いの力を最大解放し助走から高々と飛びながら投擲し、炸裂弾のごとく使用する対軍宝具「突き穿つ死翔の槍（ゲイ・ボルク）」。前者（通称・刺しボルク）は魔力消費も少ない上に避けるには高い幸運が必要という、一対一の決闘で非常に効率がよい宝具である。本編によると、防ぐには純粋に槍の魔力を上回る防壁を用意するしかない。発動後の回避は不可能であり、アーチャーであろうと、発動されないよう間合いから「必死に下がるしかない」という。また、セイバーに使用した際は上記の令呪とセイバーの直感スキルや再生能力もあり致命傷とならなかったが、本来なら受けた傷を癒やすことすら許さない呪いも与える。心臓に命中した場合、呪いの棘が全身の血管と内臓を破壊し「槍＋相手の最大HPダメージ」を与えて確実に死亡させる。これらの効果から、不死と言われる吸血鬼の真祖であろうと、「約束された勝利の剣」を耐える相手であろうと殺すことが可能である。後者（通称・投げボルク）は破壊力重視で本来の使用方法である。マッハ2の速度で放たれ、無数に鏃を撒き散らし標的の周辺を吹き飛ばす威力で、概念的に作用しないが因果を歪む呪いは健在で何度かわされようと標的を捕捉し続ける。その射程は40kmで、一度ロックオンすると地球の裏側まで追い続ける。本編では、アーチャーの「熾天覆う七つの円環」を完全に破壊し、アーチャーの片腕を負傷させた（劇場版では防がれている）。アーチャーによるとオリジナルであるグングニルを超えているとのこと。
魔術にも秀で、18の原初のルーンを習得しているが、直接的な戦闘を好むため、使用することは稀である。作中では火、探索のルーンのみを使用した。コメントによると石化の魔眼を無効化やパラメータの上昇、全ルーンを使用することで上級宝具すら防ぐことが可能となるなど多様な能力を持ち、その腕前はキャスターとして召喚可能なほどである。
なお、日本では知名度がないために恩恵は少ないが、本来ならセイバー、バーサーカーにも並び立つ存在らしく、地元なら城と戦車（チャリオット）の宝具と不眠の加護などのスキルが追加され、イングランドやアイルランドではセイバーを上回る強さを発揮できるとされる。
また、戦闘続行スキルの恩恵により、勝つよりも生き残ることに特化したサーヴァントとも称され、本人によると「セイバーとアーチャーの2人が相手でも、勝ちにいかなければ長時間は持ち堪えられる」とのこと。さらに"Fate"ルートではギルガメッシュ相手に半日にも及ぶ戦いを繰り広げ、それ相応のダメージを与えている。
『Fate/Grand Order』ではキャスタークラスで登場。また『Fate/Grand Order Arcade』では少年期の彼がセイバークラスで登場。幼名のセタンタを真名とし、アルスターの戦士として認められた際にコンホヴォル王から授かった無銘の剣がクルージーンと同一化した宝具「裂き断つ死輝の刃（クルージーン・セタンタ）」を使う。
ライダー（Rider）
声 - 浅川悠
- 身長：172cm / 体重：57kg / スリーサイズ：B88/W56/H84
- 誕生日：不明 / 血液型：不明 / イメージカラー：黒 / 属性：混沌・善
- パラメータ（慎二）： 筋力：C / 耐久：E / 敏捷：B / 魔力：B / 幸運：D / 宝具：A+
- パラメータ（桜）：筋力：B / 耐久：D / 敏捷：A / 魔力：B / 幸運：E / 宝具：A+
- スキル：対魔力：B / 騎乗：A+/ 魔眼：A+ / 単独行動：C / 怪力：B / 神性：E

桜がマスターとして召喚されるも戦闘を拒否したため、偽臣の書を通して慎二を代理マスターとして仮契約した騎兵のサーヴァント。女性の英霊で、その名のとおり高い騎乗能力と機動力を持つ上に豊富な宝具を用いる。また、後述する神性に由来した魔術を扱うことも可能である。無口であまり自己主張をしないタイプで常に目隠しを装着している。武器は鎖の付いた短剣である。長身で女神にも喩えられる妖艶な美貌と、それに似つかわしくないミステリアスな印象を与えるために人気は高く、専用ルートがないにもかかわらず人気投票では第1回、第2回共に4位に入る健闘を見せた。
真名はギリシャ神話に登場するゴルゴーン3姉妹の末妹・メドゥーサ。怪物に貶められたが本来の彼女は地母神の一柱であり、その名残りとして神性Eのスキルを所持している。最高クラスの石化の魔眼「キュベレイ」を有するが、普段は、強力な幻術結界であると同時に、相手の能力発露を封じる対人宝具「自己封印・暗黒神殿（ブレーカー・ゴルゴーン）」によって自ら封じている。石化の魔眼は常に魔力を消費するが、相手がサーヴァントであろうと高ランクの魔力や加護がなければ問答無用で石化し、またたとえ石化が防がれても全ステータスを1ランク下げる重圧の効果を及ぼすという、非常に強力な武器である。この効果は距離を置くと薄れるが、ライダーが認識せずとも相手がライダーを認識しただけで石化が始まる。そのほかに、内部の人間を溶解し魔力として使用者に還元する赤い結界を張る対軍宝具「他者封印・鮮血神殿（ブラッドフォート・アンドロメダ）」と、騎乗できるものなら幻想種をも御し、更にその能力を向上させる「騎兵の手綱（ベルレフォーン）」といった、合計3つの宝具を扱う。また、彼女の仔とも言える天馬を血の魔法陣から召喚し騎乗することで戦う。特にベルレフォーンは攻守ともに破格の宝具であり、バーサーカーが相手であろうと1回は確実に殺すことができる。純粋な火力系ではなく、体当たりであるゆえに「突き穿つ死翔の槍」などとの相性が良くないとされる場合もあるが、どんな物量を相手にしても安全かつ瞬時に突破可能な点で破格の対軍宝具である。マスターの魔力量によっては、これらの宝具を同時発動させることも可能である。
触媒はエトルリアの古い神殿で発掘された鏡だが、実際にはサーヴァントを召喚する縁としては弱い。しかし、触媒を用いずに召喚した場合は特に召喚者と精神的、存在的傾向が近い英霊が選ばれるという法則があり、メドゥーサが喚ばれたのは、召喚者である桜と「周囲の悪意による被害者であるゆえに次第に怪物へと歪んでゆく」境遇が似ていたためである。そのため、マスターである桜に対してかつての自分を見るかのような感情を抱き、彼女を常に気遣いその運命を案じている。ルートによっては士郎と協力し、アンリマユと契約した桜を救うために奮闘する。
『Fate/Grand Order』では女神としての側面が強く出た幼少期の姿で「不死殺し」の大鎌を振るうランサークラス(通称アナ)、怪物の側面が強く出たアヴェンジャークラス(真名:ゴルゴーン)、クリューサーオールら怪物達の母としての側面が強く出るとともに、アテナの要素を取り込んだ少女姿であるセイバークラスが登場している。セイバークラスの場合クリューサーオールが所持していた黄金の剣を対軍宝具「怪物の黄金剣（クリューサーオール）」として保持する。また2016年12月31日に放送されたアニメ版『Fate/Grand Order -First Order-』や漫画版の『Fate/Grand Order -mortalis:stella-』及び『Fate/Grand Order -turas réalta-』ではライダークラスと同じ成人の姿ながらランサークラスで登場している。
キャスター（Caster）
声 - 田中敦子
- 身長：163cm / 体重：51kg / スリーサイズ：B82/W57/H84
- 誕生日：不明 / 血液型：不明 / イメージカラー：紫 / 属性：中立・悪
- パラメータ：筋力：E / 耐久：D / 敏捷：C / 魔力：A+ / 幸運：B / 宝具：C
- スキル：陣地作成：A / 道具作成：A / 高速神言：A / 金羊の皮：EX

魔術師のサーヴァント。ローブに身を包んだ女性の英霊で、魔法こそ習得していないものの、魔法に近いレベルの神代の超高等魔術を平然と扱い、魔術師としての能力は魔法使いと同等、もしくは上回るというレベル。現代で魔術師として比べるなら最強で、対人間では最大最悪の戦果を上げるサーヴァント。しかし大抵のサーヴァント、特に三騎士のクラスに召喚されたものは対魔力を備えているため、魔術が主な攻撃手段となるキャスターは全サーヴァントの中でアサシンと並んで最弱とされているが、戦略はほかのサーヴァントにはないほどの最高クラスである。そのため、得意である策略を巡らして着実に力を蓄えており、凛からも「一番厄介なサーヴァント」と評されている。そのため聖杯戦争を戦い抜くために手段を選ばない一面がある。
人気投票では第1回、第2回共に10位に入るなど高い人気を誇っている。
真名はギリシャ神話に登場する裏切りの魔女メディア。宝具は裏切りの魔女である自身の象徴が具現化した、あらゆる魔術による生成物を初期化する短剣である対魔術宝具「破戒すべき全ての符（ルールブレイカー）」。自身を召喚したマスターと性が合わず、下らぬ命令で令呪を消費させ殺害した。その後、ランサーに襲われて辛くも大聖杯が眠り、霊脈としても優れる柳洞寺の近くまで逃げ果せるも現界を保てず消滅してしまう危機を葛木宗一郎に救われ、柳洞寺に連れ込まれる事で消滅を回避した。現在のマスターである葛木に寄せる想いは、単なるマスターとサーヴァントの関係以上である。
柳洞寺を自分の神殿とし、街中の人々から生命力を吸い上げて自分の魔力にしている。また、ルール外にアサシンを召喚することで、正規のマスターとなるはずだった人物からサーヴァントの権利を奪っている。
ルートによっては、真アサシン（後述）でもない限り感知されずに侵入することが不可能である衛宮邸の結界を掻い潜って魔力の糸を通した上、士郎の行動を操って殺す寸前に至ったり、結界自体を強引に断ち切ったりという芸当をやってのける。ローブを蝶の羽のように変化させて浮遊することができ、接近戦しか攻撃手段を持たない者に対してはかなりのアドバンテージを得ることができる。ファンディスクでは、ヘカティック・グライアー という、宝具に匹敵する威力の直径数mのビーム魔術を披露した。
「金羊の皮（アルゴンコイン）」というドラゴン召喚触媒（精霊つき）を所持しているが、竜を召喚・使役するスキルがないため、無用の長物と化している。仮にコルキスの竜とタッグを組んだ場合であっても、コルキスの竜はあまり強くないらしく、中堅がせいぜいだという。
「破戒すべき全ての符」はキャスター本人が使用すればサーヴァントとの契約を無効にすることはおろか、令呪諸共契約の主導権自体を奪い取ることすら可能であり、それによってキャスターはセイバーとアーチャーを支配下に置いた。
『Fate/Grand Order』では幼少期の姿、メディア・リリィが登場。あらゆる呪い、魔術による損傷を零に戻す治癒宝具「修補すべき全ての疵（ペインブレイカー）」を所有する。
アサシン（Assassin）
声 - 三木眞一郎
- 身長：176cm / 体重：63kg / 誕生日：不明
- 血液型：不明 / イメージカラー：群青 / 属性：秩序・悪
- パラメータ：筋力：C / 耐久：E / 敏捷：A+ / 魔力：E / 幸運：A / 宝具：なし
- スキル：気配遮断：D / 心眼（偽）：A / 透化：B+ / 宗和の心得：B / 燕返し：－

暗殺者のサーヴァント。アサシンのクラスでありながら侍姿をしており、剣技でほかのサーヴァントと真っ向から渡り合う。得物は5尺余りの備中青江。何事にも動じないクールな性格の持ち主だが、花鳥風月を愛でる雅な一面もある。
キャスターのルール違反によって召喚されたサーヴァント。英霊であり、既に死んでいるキャスターがマスターとなってサーヴァントを召喚することは、「生者のみが死者を甦らせられる」という原則に違反するため、強引に土地を依り代にして「マスターが存在しない」状態で召喚した。その影響で、本来「アサシン」のクラスに呼び出される「ハサン・サッバーハ」以外の架空の英霊が「アサシン」のクラスに憑依してしまった。
英霊としての真名は佐々木小次郎であるが、これは作中世界においては架空の人物であり、彼を演じるのに最も適した無名の剣士の亡霊が、佐々木小次郎という架空の英霊の殻を被った存在である。召喚の際の触媒にして依り代となった柳洞寺の山門を離れることができないため、もっぱら山門の護りを命じられている。キャスターからは余り当てにされずに最初から捨て駒扱いされており、アサシンも彼女のやり方が気に入らずに何かと突っかかることがある。
相手の攻撃の受け流しや、「全てが首を落とすための攻撃」と評されるほど鋭い一撃必殺の斬撃を主眼に置いた戦法を得意とする。サーヴァントとしては珍しく防御タイプであるが、その防御方法は相打ち狙いの一撃必殺による牽制である。英霊ではないため宝具こそ持たないものの、ひたすら磨き抜かれたその剣技は「多重次元屈折現象（キシュア・ゼルレッチ）」と呼ばれる魔法域（第二魔法の一種）の事象にまで高められ、「魔力を使わず」「まったく同時に」3つの斬撃を繰り出して敵を斬るという必殺の「燕返し（つばめがえし）」を編み出すに至った。彼の剣の技量は、半ば身体が消えた状態でなお、万全の状態のセイバーと互角以上に渡りあうほどである。公式で人類最強剣士の1人とされる。生前には山で修行をし続けて人間に剣を振るう機会がなく、老年にして燕返しを取得して間もなく息を引き取った。そのため、聖杯戦争においては強者相手に剣技を振るうことを期待している。
本来の「アサシン」ではない彼は、暗殺者としての技能がないため、生前同様あくまでも剣士としての戦闘しかできないが、佐々木小次郎の高い知名度の恩恵からか、五次サーヴァント随一の敏捷性を誇る。今回の聖杯戦争のサーヴァント中では最高の剣技を誇るも、「それが全て」なのが彼の弱点であるため、「殺し合い」が苦手とされる。もっとも、これを補うかのように相手が剣の間合いに入るまでは気配遮断で姿を現さず、山門にはキャスターによる魔術や宝具の威力を削減する強力な結界が施されている。そもそも特殊な地形もあいまって、バーサーカー戦ではキャスターによる援護があったとはいえ、全サーヴァント（ギルガメッシュと真アサシンは除く）を一度は撃退した。
"Heaven‘s Feel"ルートでは既に現界していたが、士郎とセイバーが柳洞寺に乗り込む直前に臓硯によって真アサシン召喚のために媒介とされ、真アサシンが彼の腹を食い破る形で召喚され、セイバーと出会うことなく消滅する。
テレビアニメ第1作では、彼の代わりにシールダーと呼ばれる盾のサーヴァントが登場する予定があった。また、「美形に描いて欲しい、とにかく美形、全キャラクター中一番の美形」と要望されていたという。
ギルガメッシュ（Gilgamesh）
声 - 関智一
- 身長：182cm / 体重：63kg / 誕生日：不明
- 血液型：不明 / イメージカラー：金 / 属性：混沌・善
- パラメータ：筋力：B / 耐久：C / 敏捷：C / 魔力：B / 幸運：A / 宝具：EX
- スキル：対魔力：E / 単独行動：A+ / 黄金率：A / カリスマ：A+ / 神性：B（A+）

黄金色の魂を持つ、存在するはずのない8人目のサーヴァントで、正体が判明していない序盤では黄金のサーヴァントと仮称されている。前回の聖杯戦争での「アーチャー」であり、いかなる手段によってか、そのまま現界し続けていた。一人称は"我（オレ）"。前回の聖杯戦争の折、セイバーを我が物にしようとして拒絶されているが、諦めていない。
人気投票では、第1回、第2回ともに10位以下だったが、TYPE-MOON10周年記念のオールキャラクター人気投票では9位を獲得し、奈須きのこから「なんでZeroと別枠なのかと言うと、そりゃ別キャラだからだよ。」とコメントされた。 
「王」を自称し、この世の全ては自分の所有物だと言って憚らないその言動は、まさに傍若無人の一言につきる。本来なら英霊1人につき多くて数個という宝具を無数に所有しており、それらを雨あられと射出するスタイルで戦う。ただでさえ一撃必殺の威力と厄介な効果を持つ宝具が無数に襲い掛かってくるため、その攻撃力は強力無比であり、サーヴァント5体以上の破壊効率を発揮して「戦闘」ではなく「戦争」で敵を圧倒する。
古代メソポタミアのギルガメシュ叙事詩など多くの神話で、人類最古の英雄王として収められており、10年前の聖杯戦争では言峰綺礼と組んで戦った（その際の詳細は『Fate/Zero』を参照のこと）。その最終局面において聖杯の「中身」を浴びてしまうが、圧倒的な魂の強さを持つ彼は、本来なら汚染されて自我を失ってしまうというその強力な呪詛を逆に「飲み干す」ことにより受肉、現界し続けるための肉体を手に入れている。
彼自身の宝具として扱われる物は2つのみだが、かつて世界が1つであった時、世界の全てを手に入れた彼は、後の世に伝わる宝具の元になった「宝具の原典」を全て自分の宝物庫のなかに保管しており、それらを自身の宝具「王の財宝（ゲート・オブ・バビロン）」を通して空間から自由に取り出して扱うことができる。また、彼が「乖離剣・エア」と呼ぶ無銘の剣の宝具によるEXランクの一撃「天地乖離す開闢の星（エヌマ・エリシュ）」は空間を切断し、セイバーの「約束された勝利の剣（エクスカリバー）」と衝突した際は相殺されながらもこれを凌ぐ威力を見せた。
好んで使う対神兵装「天の鎖（エルキドゥ）」という神を律する鎖で、相手の神性が高いほど制約・拘束力が高まる。逆に神性を持たない存在にとっては少々頑丈な鎖程度になる。これをはじめ、全ての宝具の原型を有することから、ほぼ全ての英雄の弱点に付け入ることができる。また、最強の剣をも有するためにサーヴァント中最強の存在であり、油断や慢心が足を引っ張ることさえなければ敵無しとされている。
ギルガメッシュ本人にもいくつかの武勇はあるが、それでも戦士としての技量という意味では高名な戦士であるセイバーやランサー、アサシン、バーサーカーには到底及ばない。しかし、「王の財宝」でそれを補って余りあるために対英霊という意味で最強のサーヴァントと認知されている。ただし、彼はあらゆる宝具の原型の「所有者」であり「使い手」ではないので、「真名解放」は言わずもがな宝具を「使いこなす」真似はできない。アーチャー並びに士郎が彼の天敵と呼べるのは、ギルガメッシュが担い手ではないということ、また彼らの固有結界「無限の剣製」がその特性上、宝具を取り出すというタイムラグの必要な「王の財宝」よりも早く剣を用意でき、常に先手を取ることができるなどのアドバンテージがあるためである。本編や劇場版第1作及びテレビアニメ第2作では「無限の剣製」展開後は技量の複製ゆえに剣技についてゆけず、自身の宝具を破壊もしくは相殺され、放とうとする宝具もこちらよりも先に追撃され、自由に宝具を出せずに防戦一方の戦いに追い詰められていき、自身の敗北を認めている。ただし「乖離剣・エア」については「無限の剣製」をもってしても複製することができず、対界宝具である「天地乖離す開闢の星」の一撃は固有結界を破壊できるため、本編で士郎はこれを非常に危険視して決して抜かせていない。
前回の「この世全ての悪（アンリマユ）」の泥を飲み干したのに対し、"Heaven's Feel"シナリオで桜の影に呆気なく飲まれるが、それは本体から切り離された泥と本体につながった影の威力の差によるものである。それでも彼の強靱な魂を汚すことはできず、黒化できないどころか逆に影を飲み込もうとしたほどである。
前回の聖杯戦争からの10年間、何も問題を起こさなかったのは、ある宝具で性格と姿を変えて過ごしていたからである。その詳細は『Fate/hollow ataraxia』を参照。なお、シルエットモデルは旧ナムコのゲーム『ドルアーガの塔』の主人公ギルガメスであり、所有している財宝の入手経路にも同作のパロディが盛り込まれている。
テレビアニメ第2作では、作り物という点で生前の友エルキドゥと似通っている、ホムンクルスのセラとリーゼリットの純粋さを評価して、イリヤに尽くそうとするセラの首を自らの手ではね、「十二の試練」を全て失って尚イリヤを守るために向かってきたバーサーカーを「最後の最後で己が神話を乗り越えた」と賞賛するなど、『Fate/Zero』でも見せた王の器量や本人なりの慈悲や美学を見せている。
『Fate/Grand Order』では不老不死を求める旅から帰還した後の姿であるキャスタークラス、『Fate/Samurai Remnant』ではルーラークラスの彼が登場。
真アサシン（しんアサシン）
声 - 稲田徹
- 身長：215cm / 体重：62kg / 誕生日：不明
- 血液型：不明 / イメージカラー：白（月光）/ 属性：秩序・悪
- パラメータ：筋力：B / 耐久：C / 敏捷：A / 魔力：C / 幸運：E / 宝具：C
- スキル：気配遮断：A+ / 投擲（短刀）：B / 風除けの加護：A / 自己改造：C

"Heaven's Feel"シナリオのみで暗躍する、真の暗殺者のサーヴァント。直接的な戦闘能力ではほかのサーヴァントに劣る分、暗殺者としての特殊能力を駆使して戦う。作中では単に「アサシン」と呼ばれ、「真アサシン」という名称はシーンタイトルなどで用いられている。
真名はハサン・サッバーハ。山の翁、アサシンという言葉の語源となった人物 である。ただし、この「ハサン・サッバーハ」とは特定の個人ではなく、その名を継いだ歴代の山の王たちから成る英霊候補の亡霊の群れを指しており、本来なら毎回の聖杯戦争においてアサシンのサーヴァントには、19人いる「ハサン・サッバーハ」のうちの一人が召喚される。歴代のハサンたちにはそれぞれ通称が存在するが『Fate/Grand Order』において明らかにされたこのハサンの通称は「呪腕のハサン」。
"Heaven's Feel"シナリオ開始後まもなく、間桐臓硯により、アサシンとして現界していた佐々木小次郎の肉体を利用して召喚された。召喚当初は知性も低くたどたどしい口調だが、ランサーを破ってその心臓を取り込んだことで知性と能力が大幅に強化された。心臓からランサーの人格の影響を受けており、認めた主に対しては厚い忠誠心を見せる。
聖杯に託す願いは、『本来の名前である「ハナム」と本来の顔』を取り戻し、ハサン「山の翁」に成り代わることである。
劇場版では侵入に気付いた葛木を戦闘不能にした後、まだ契約状態にあったキャスターと対峙するが葛木を人質に契約を解除させた後で二人を始末している。
戦闘力は強化されてもほかのサーヴァントに比べれば劣るのは変わらず、愛用する「ダーク」という投擲用の短剣を使った付かず離れずの戦法を取る。宝具は相手の本物の心臓と共鳴する偽りの心臓を作り、それを握りつぶすことで相手を呪い殺す右腕「妄想心音（ザバーニーヤ）」。桜の影の存在によって、セイバーとバーサーカーすら敗れている。
アヴェンジャー（Avenger）
復讐者のサーヴァント。第三次聖杯戦争の折、勝利に固執したアインツベルンがルールを破りエクストラクラスで召喚した、喚んではいけなかった「反英霊」。
真名はこの世全ての悪（アンリマユ）ではあるが、アサシンと同じく作中世界において創作された悪魔であり、その正体は拝火教を信じる古代のある村で、「この世全ての悪性をもたらしている悪魔を仕立て上げることで、人間全体の善性の証明とする」という身勝手な願いのために、この世全ての悪を体現する悪魔「アンリマユ」の名と役割を強制的に背負わされ、人々に心から呪われ蔑まれ疎まれ続ける中で「そういうもの」になってしまった、ただの人間である。
サーヴァントとしては宝具も持たず力も人間並みという貧弱さで、当然のように真っ先に敗れ去ったが、英霊としての彼の在り方が人々の“願い”そのものであったゆえに、敗れて聖杯に取り込まれた際に「願望機」がその願いを叶えてしまい、以後聖杯戦争は狂っていくことになる。
第四次、第五次聖杯戦争において、その「この世全ての悪」という“願い”は、大聖杯の中に留まりながら聖杯に満ちる「力」を養分に現界しようとしており、「器」に応じて「泥」、「肉塊」、そして「60億の人間を呪う宝具を持ったサーヴァント」として、それぞれ現われようとする。どのルートにおいても性質はサーヴァントと同じであるものの、殺すという目的と生まれ出たいという意志以外持たない出来損ないのサーヴァントであり、同じサーヴァントを核に出来ないことを分からずギルガメッシュを取り込もうとするなど、知性は皆無。
影という形で出てきた場合はあまりにも唐突に現れるためにサーヴァントも対応しきれず、呪いの力も半神の英雄であるランサーのルーンの結界すらたやすく破る上に劇場版『Heavens/Feel』ではアーチャーが投影した熾天覆う七つの円環さえ侵食され破られている。
『Fate/hollow ataraxia』も参照のこと。

### 聖杯戦争に参戦したマスター
イリヤスフィール・フォン・アインツベルン（Illyasviel von Einzbern）
声 - 門脇舞以
- 身長：133cm / 体重：34kg / スリーサイズ：B61/W47/H62 / イメージカラー：銀

バーサーカーのマスター。愛称はイリヤ。「雪の妖精」を思わせる小柄な少女。基本的には素直で無邪気で天真爛漫な性格だが、聖杯戦争のためだけに育てられたため一般的な常識や倫理観が乏しく、殺人に抵抗がない（ただしあくまで敵として認識した相手に対してであり、無関係な民間人を手にかける残忍さはない）。夜に出会えば危険極まりないマスターであるが、昼の商店街に現れたときは人との触れ合い方を知らない臆病な面も見せる。魔術師としてはあまり洗練されていないが、肉体が魔術回路そのものであり特別製の令呪仕様のため、最高のマスター適正と魔力を持つ。士郎を「お兄ちゃん」と呼んで慕い、戦争開始直後より執着する。バーサーカーは最強の従者であると共に、冬の城で孤立したイリヤにとっての父親のような存在でもあり、普通のサーヴァントとは一線を画す絆がある。普段の立ち居振る舞いは幼いが、魔術師・貴族の姫として威厳のある一面もあり、「妹」ではなく「姉」としての顔を垣間見せる時もあるなど、様々な側面を併せ持つ。
衛宮切嗣とアインツベルンのアイリスフィールとの間に生まれた実娘で、実年齢は18歳であり、士郎にとっては非血縁の姉にあたる。母のアイリスフィールはアインツベルンの錬金術が生み出したホムンクルスであり、彼女もまた母の胎内にいる時からアインツベルンより様々な魔術的調整を施されており、その影響で肉体の成長が二次成長で止まっている。切嗣は第四次聖杯戦争終了後に何度かイリヤに会いに行こうとしたが、アインツベルンの結界に阻まれて会えなかったにもかかわらず、ユーブスタクハイトの偏った入れ知恵により、切嗣が自分と母を捨て最後の最後でアインツベルンを裏切ったと吹き込まれたことで切嗣を憎んでいるが、故人と知った時に悲しむなど内心複雑な模様である。士郎のことは最後の家族としても見ており、彼を失い再び孤独になることを何よりも恐れている。士郎を直接手に掛けないのは、自分自身で最後の家族を消すのが怖いためである。
今回の聖杯戦争の聖杯であり、同じく聖杯である桜をどことなく苦手としている。アインツベルンから失われた第三魔法「魂の物質化」、"天の杯（ヘブンズフィール）"に至るための器（願望機）の身体（正確には心臓部分）でもあり、魂を取り込むことで魔術は理論を省略して「結果」のみを現出でき、それがイリヤの魔力で叶うことならば、イリヤ自身はそのために必要な魔術理論を知らなくとも行使できる。
本来は専用ルートがあったが、時間の都合でカットされたという経緯がある。バッドエンド後のお助けコーナー「タイガー道場」の弟子一号「ロリブルマ」としても登場する。
テレビアニメ第2作では両親が冬木へ向かった後の過去やバーサーカーとの信頼の確立の過程が詳しく描写され、切嗣の帰りを待ち続けながらも母の殻を被った聖杯の泥から切嗣によって聖杯が破壊されたことを知らされ、更にユーブスタクハイトに吹き込まれた話を信じて切嗣への憎悪を募らせる。その後は器とマスター、両方のための調整に苦しむ中でこれまで破棄されたホムンクルス達からアインツベルンの妄執とも言うべき悲願と自分が負けたらユーブスタクハイトが研鑽を打ち切るという結末を聞かされ、自分というものが無いホムンクルスとしての出自や多くのホムンクルスを捨ててきたアインツベルンとユーブスタクハイトにも憎悪を向ける片鱗を見せた。
アインツベルンの妄執を知ってからはセラとリーゼリットにも気を許さず、当初はバーサーカーも只の道具としか見なしていなかったが、かつての母と同じく、ユーブスタクハイトによって狼と怨霊のいる吹雪の森に放り込まれ、狼に襲われたところをバーサーカーに救われてからは「世界で誰よりも一番強い」と絶対的な信頼を寄せる。
『Fate/Grand Order』ではシトナイ、ロウヒ、フレイヤの分霊を融合させたアルターエゴクラスのハイ・サーヴァント（真名の名義はシトナイ）の依代となっている。またイリヤ本人が小聖杯の機能を有していた関係上か三名の人格を抑えて、イリヤ本人の人格が表に出ている。
間桐慎二（まとう しんじ）
声 - 神谷浩史（幼少期 - 小市眞琴）
- 身長：167cm / 体重：57kg / イメージカラー：群青

間桐桜の兄で弓道部副部長。士郎とは同級生で、中学からの数年来の友人。一見秩序と公平を重んじる優等生であり、女生徒にも優しいので人気があるが、実際にはプライドが高く他人をすぐに見下す悪癖があり、口も悪い。士郎のことも何かと馬鹿にし、時には便利屋同然に扱うも、家に士郎を頻繁に招くなど彼なりの一本筋や友情を持っている。士郎は慎二の性格をそれなりに理解しており、交友関係が今に至るも続いているのは彼が「歪んではいても腐ってはいない」ためらしい。後輩部員をイジメで退部させるなどの問題を起こしているため、部長の美綴には悩みの種の一つである。漫画版の番外編では、士郎にこっそりと協力する形で、桜をいじめていた先代の弓道部主将を、取巻きを脅迫して懐柔するなどして追い込んでいる。
桜から偽臣の書（本の形をした仮の令呪）によってライダーへの命令権を借り受け、ライダーの仮マスターとして聖杯戦争に参加した。間桐の家は数代前に魔術師として枯れており、彼自身に魔術回路はないので、ライダーに命じて学校に結界を張らせ、無差別に生徒や教師から生命力を奪おうと画策する。偽臣の書で借りた桜の影を魔術として行使するが、威力は弱い。士郎や凛などの聖杯戦争参加者と比較すると実力や思慮深さは明らかに劣っていて、無茶な命令を令呪で強制してライダーを消滅させかけたりするほか、窮地に陥ると戦意喪失するなど、臆病な面も見受けられる。UBWルートでは、自身の脱落をライダーのせいにして、自分の非を全く認めない点を綺礼から内心呆れられ、更にセラからも小物扱いされている。もっとも、乗せやすい性格であったために綺礼からはギルガメッシュの上辺だけのマスターとして良いように扱われ、最終的には凛の代わりにイリヤの心臓を植え付けられて聖杯の器になる。その結果、「出来損ないの核による出来損ないのサーヴァント」が顕現する。
テレビアニメ第1作ではセイバールート同様にバーサーカーに殺害されたが、漫画版では生存する。
士郎と出会った頃は歪んでおらず、魔術回路を持たずとも由緒正しい魔術師の家系に生まれ、魔術に関する知識を持っていることを誇りにしており、義理の妹となった桜のことも気にかけていた。しかし、養子に来た桜こそが次期後継者だと数年前に知ってしまい、彼にない魔術素養を全て持っていたことと、彼が桜に向けていた憐みは実際は桜から向けられていたと思い込んで以降、強い劣等感や強迫観念を抱きながら歪んでいき、桜に虐待を行うようになった。
言峰綺礼（ことみね きれい）
声 - 中田譲治
- 身長：193cm / 体重：82kg / 誕生日：12月28日 / 血液型：B型 / イメージカラー：黒

冬木の言峰教会の神父。今回の聖杯戦争の監督役を務め、神秘の隠匿や退場者の保護などを行い聖杯戦争を円滑に進める役目を持つ。聖堂教会の人間でありながら魔術師でもあり、凛の兄弟子かつ第2の師にしてその後見人である。不遜かつ余裕ぶった態度で、他人の心の傷を炙り出し、いたぶることを好む。心霊医術と八極拳の達人であり、以前は代行者 として活動していた。ゆえに代行者を象徴する概念武装、「黒鍵」と呼ばれる魔力で編まれたレイピア状の退魔の投擲剣を愛用する。近所の中華料理店「紅洲宴歳館・泰山」の激辛麻婆豆腐が好物である。
教会の思惑を受けて10年前の第四次聖杯戦争に参加しており、その最中に監督役の父から保有していた預託令呪と監督役を受け継いだ後、自らの師であり共闘関係にあった凛の父・遠坂時臣を裏切って殺害している。衛宮切嗣と最後まで争い、彼に心臓を撃たれるも、契約していたサーヴァントを通して流れ込んだ聖杯の中身を心臓代わりに蘇生した。当時の出来事に関しては『Fate/Zero』を参照のこと。
物心ついた頃から善より悪を好み、万人が美しいと感じる事象を愛せず、万人が醜いと感じることにしか“幸福”を感じられない欠陥者であり、表に出ない部分では様々な悪行を行っている。かつては欠陥者でありながら道徳を信じ、善であることが正しいとする良識を持っていたため、常識から外れた自分を正し、人並みの幸福を得ようとひたすら苦行や試みを繰り返していたが結局どうあっても正すことはできず、主の教えに決別した時に悪しか愛せない自身を受け入れ、悪を行うことで快楽を求めながら、同時に悪である自身が生まれた理由を探すようになる。
表向きは真っ当な監督役を装っているが、前回の聖杯戦争でサーヴァントとなった ギルガメッシュを今も現界させており、今回の聖杯戦争ではランサーのマスターは知人であり魔術協会所属の魔術師バゼット・フラガ・マクレミッツ（Fate/hollow ataraxiaを参照）と知り、魔術協会に聖杯の真実を知られるのが厄介という理由で騙し討ちによって令呪を奪い、2体のサーヴァントを使役して暗躍する。彼自身は聖杯にかけるべき願いを特に持ち合わせていないので、自分の嗜好にあった願望者が聖杯を使うことを望んでいるが、悪として生まれついた自身と「この世全ての悪（アンリマユ）」とを重ねて見ており、"Heaven's Feel"シナリオにおいては、自身や聖杯では出せない「答え」を「この世全ての悪」が出すことを願ってその誕生を見届けようとする。アーチャーとは違った方向から衛宮士郎の歪みを暴く人物である。
劇場版アニメHFの放映後には、奈須きのこは彼の歪みに「他人が堕落したり、足踏み外したりするところを見たいと思っているわけではなくて、それでしか生の実感ができない人。基本的には、正しい修行をしてまともな道徳観念や精神性を持ち合わせている聖人だが、彼の最大の傷は、世界が苦しまないと自分の実感が持てないことなんです。それに関しては、衛宮士郎も同じで。」と述べられている。
次回の聖杯の体現により絶命する。その状態は"Heaven's Feel"のラストで現れ、『hollow  ataraxia』でどんなことをしても逃れられない絶対の事柄だと語られている。詳しくは『Fate/hollow ataraxia』を参照。
『FGO』第2部ではアルターエゴクラスの疑似サーヴァント、グレゴリー・ラスプーチンの依代として登場している（第1章終盤以降人格は言峰本人）。詳しくは『Fate/Grand_Orderの登場キャラクター#クリプターの監視・先導担当』を参照。
葛木宗一郎（くずき そういちろう）
声 - 中田和宏 / てらそままさき（テレビアニメ版第2作）
- 身長：180cm / 体重：70kg / イメージカラー：無色

士郎たちが通う学園の社会科教師。生徒会顧問。実直、寡黙な人物で生徒からの評判は悪くない。柳洞寺に居候している。
キャスターのマスター。魔術師ではなく、聖杯戦争に関係のない人間だったが、柳洞寺の前で行き倒れていたキャスターを助け、突飛な彼女の話を信じて自ら依り代を引き受け、それ以降は彼女に頼まれるままに力を貸すことになった。ただし彼は魔術回路を持たないために令呪は授かっておらず、正規のマスターというわけではない。余りに現実離れした話をする血塗れの女を助け、それを信じた上に自らマスターとなったその寡黙且つ誠実な有り様は、故郷へ帰ることを望むキャスターに「かつて得られなかった女としての幸せ」を思い出させた。
親はなく、とある暗殺集団にただ一度の暗殺だけのための凶器として育てられた。暗殺達成後は即自決するよう命じられていたがそれをせず、冬木市に流れてきたところを柳洞寺の住職に気に入られそこに居候し、暗殺のために与えられた教職という地位を利用して普通の生活を送っていた。しかし、訓練により「感動する心」はなくなっている。
特殊な軌道を描き幻惑する奇襲必殺の暗殺術・"蛇"の達人で、キャスターに魔術で拳を「強化」して神秘を付与してもらうことにより、サーヴァントであっても彼の技を初見する相手であれば互角以上に戦うことができる。ライダーのように個人の戦闘力が優れていない相手ならば殺すことも可能で、UBWルートではライダーをそれによって抹殺し、初見のセイバーすら戦闘不能にしている。ただし、あくまで通用するのは初見の相手に限られ、2度目以降は相手が達人クラスであれば容易に見切られてしまう。彼の背景や能力は、『月姫』と本作が同一世界であることを示す演出の一つである。
また、魔術回路こそ持たないが、彼の呼吸自体が魔術回路の役割を果たす特殊な呼吸法であり、外界と内界を接続して「オド（小源）」を生み出している。この呼吸法を後天的に身に付ける場合、通常ならば一生をかけて習得する必要がある。このことからも彼の生まれの特殊性がうかがえる。
只成り行きでマスターとなった身でありながらも、キャスターのことを真摯に案じ、故郷へ帰りたがっている彼女の心情を察すると共に、テレビアニメ第2作ではキャスターの願いや互いのあり方などについて問われたことでアーチャーに語っている。
衛宮切嗣（えみや きりつぐ）
声 - 小山力也
- 身長：175cm / 体重：67kg / 誕生日：11月11日 / 血液型：AB型 / イメージカラー：灰色

故人。衛宮士郎の養父で、士郎は彼の雰囲気から「じいさん」と呼んでいる。大河とも親しかった。10年前に士郎を災害から救い、身寄りのない彼を養子に迎えた。その際に自分を魔法使いと名乗っている。実際に魔術師であり、士郎に魔術の知識を与えた。『Fate/Zero』で士郎を救出した際の「助ける事が出来た」と言う彼の安堵の表情は、士郎曰く「まるで救われたのは自分の方だ」というもので、その後の「正義の味方」についての士郎との会話などから、士郎に「自分が正義の味方になる」と決意させることとなる。
往時には名高い「魔術師殺し」で、機械文明を嫌う傾向のある魔術師としては珍しく、銃器を好んで自らの魔術礼装 とし、「固有時制御（タイムアルター）」という自らの肉体に流れる時間の速さを外界のそれと切り離して制御する特殊な魔術を駆使した殺し屋であり、己の正義のためには手段を選ばない「反英雄」的存在だった。
士郎は知らなかったが、10年前の聖杯戦争に参加した魔術師の一人である。アインツベルンに雇われる形でマスターとなり、セイバーのサーヴァントとしてアルトリアを召喚した。最終的に勝者となったが、聖杯の危険性に気付き、セイバーに令呪で命じて強制的に聖杯を破壊させた。セイバー召喚の際に使用した「全て遠き理想郷（アヴァロン）」を、火事で瀕死の重傷を負った士郎を救うために彼の体内へ埋め込んでいる。聖杯から溢れた泥を直接身に浴びたことで「この世全ての悪（アンリマユ）」に肉体を蝕まれ、5年後（本作開始の5年前）に士郎に看取られながら他界する。詳細と活躍については『Fate/Zero』を参照。
元々一般人である士郎に魔術を受け継がせる気などなく、せがまれて仕方なく教えたが「いつでも辞めていい」と言うなど、本気では指導していない。そして、自分のためではなく他者のために魔術を使うようにと魔術師ではなく魔術使いになれと説いている。また、士郎の魔術自体もいびつで彼には把握できず、単純にセオリーに基づいただけの投影を無駄と評し、強化の魔術を習得する方を勧めた。ある程度の期間魔術を教えたにもかかわらず、一番の基本かつ肝心な部分で命の危険を伴う魔術回路については造ることしか教えていないのがなぜなのかは、本編では語られていないが、士郎に魔術を教えると決める前に大河と剣道をたとえ話にして問答したことがあり、その際大河から「わざと出鱈目を教えて、役に立たないから辞めたいと思うように仕向ける。それでも気づかずに続けるならその態度は立派で、その努力は最終的に剣道とは違う道に昇華するだろう」とアドバイスされており、その一環としてなのかもしれないとされている。ほかにも、武術の真似事などを教えている。
遠坂時臣（とおさか ときおみ）
声 - 辻谷耕史（テレビアニメ第1作）
- 身長：177cm / 体重：68kg / 誕生日：6月16日 / 血液型：O型 / イメージカラー：深紅

故人。遠坂凛の父。前回の聖杯戦争で凛に家のことを任せて戦いへ赴き、そのまま帰らぬ人となった。凛はもちろん、言峰綺礼にとっても魔術の師匠である。凛の召喚の不備の原因である家中の時計が1時間早まってしまった現象は時臣の仕業で、「この程度の身近な狂いに気が付かないようなら聖杯戦争に参加するのはまだ早い」という趣向らしい。
10年前の聖杯戦争における本来のアーチャー（ギルガメッシュ）のマスターであり、実は弟子であった綺礼の騙し討ちに遭って殺害された。詳細と活躍については『Fate/Zero』を参照。
間桐臓硯（まとう ぞうけん）
声 - 津嘉山正種（青年期 - 立花慎之介）
- 身長：145cm / 体重：43kg / イメージカラー：群青

"Heaven's Feel"シナリオのみ姿を現す、慎二・桜兄妹の祖父にして間桐家の当主。本名はマキリ・ゾォルケン。キエフ公国（現在のウクライナ）出身。500年の時を生き、現在まで永らえてきたマキリ家当主である。日本に根を下ろして以来、表の姓として名前のマキリを日本語に置き換えて間桐として名乗るようになる。
蟲を操る大妖術師（本来は、植物系の魔術と呪詛を扱う）で、元の肉体はとうに捨てており、仮初の不死を実現するため、人の肉を喰らわせた蟲たちで自分の体を形成している。本体である魂を宿らせた蟲を桜の心臓に寄生させているために、例え胴体を真っ二つにされても肉さえ確保できれば再生できる怪物であり、言峰からもその点を「妖怪」と称される。蟲による陵辱によって桜の肉体を作り替え、さらには聖杯に仕立て上げた張本人である。
冬木聖杯戦争を創始した当事者の一人で、英霊を使い魔にするサーヴァントシステムや令呪の考案者でもあった。元々はこの世の悪を根絶するために第三魔法を再現しようとし、魂の物質化による真の不老不死を求めた。しかし永い時の中で魂は劣化し、想いは腐敗して、ただの外道にして前述のような化け物に成り果ててしまう。好々爺めいた言動もほとんど表面だけで、血縁者含む他人の命を平然と自身の目的のために利用する悪辣な男である。同じ魔術師でもある士郎と凛にも嫌悪感を持たれ、さらに後述にある英霊への冒涜がセイバーの怒りを買うと共に、過去の経験に基づいたアーチャーも「妖物」と称して念入りに息の根を止めようとしている。
彼自身は今回の聖杯戦争は見送り、桜の子か孫の代で黒聖杯を完成させ、次回で勝負する考えであったが故に傍観者に徹し、"Heaven's Feel"シナリオ以外では表に出ることがないが、このシナリオでは黒聖杯の完成の兆しが現れたために好機とし、自らアサシンのサーヴァントを召喚して使役・暗躍する。このアサシンは上述の真アサシン（ハサン・サッバーハ）であるが、既にキャスターによって召喚された山門のアサシンを媒介とした、ルール違反にルール違反を重ねた非正規の召喚であるため、令呪は備わっていない。他にもサーヴァントシステムの考案者というだけあり、セイバーに倒されたキャスターの亡骸を能力をそのままにして利用するなどシステムの応用の技術は随一である。桜の命（心臓）を自分が握っているという自信から、彼女を利用して力を得ようと企む。
言峰とも因縁があり、『Fate/Zero』でそれが描写されている。出会った当時の言峰には頭を黒鍵で吹き飛ばされているが、前述した通り身体が蟲で構成されているために効果はない。
「FGO」によれば、間桐（ゾォルケン）家は、三千年以上続く冠位指定（グランドオーダー）の家系でソロモン王の子孫でもある。彼の知人は、パラケルススとレオナルド・ダ・ヴィンチであり、また祖先であるソロモンが師匠であるゼルレッチとは第一次聖杯戦争にて縁を持っている。
アトラム・ガリアスタ
声 - 福島潤
キャスターの召喚者にして、最初のマスター。年齢30代ほどの男性。生前の夫であるイアソンに似ているという容姿と人格がキャスターから嫌悪され、加えてキャスターの魔術師としての技量への劣等感から彼女と対立し、結果としてキャスターに殺害された。本編ではわずかに語られるのみだが、テレビアニメ第2作において初めて名前と、以下のキャラクター像が設定された。
魔術協会から派遣された魔術師。生贄を用いて魔力を生成するという魔術を得意とする金髪に褐色肌の中東系の青年で、かなりの資産家でもあり、魔術に文明機器を利用する。冬木においては高層ビルに工房を築き、常に多数の女魔術師を愛人としてそばに置いて、外部から持ち込んだ数十体の生贄用の少女と、複数の助手を率いて参戦した。自らの魔力結晶生成術に自信を持っており、それに裏打ちされたやや尊大な性格をしている。しかし太古の魔術を操るキャスターはそれを更に効率的な形で軽々とこなしてしまい、その劣等感からキャスターを切り捨てて新規にサーヴァントと契約し直そうと画策するが、キャスターには既に愛想をつかされており、あらかじめ宝具によって契約を断たれて令呪を無効化され、自らの工房で焼殺された。自らもキャスターを裏切ったにも拘わらず、死の間際に彼女を「裏切りの魔女」と蔑むなど、最期まで典型的な魔術師であった。
メディアの逸話を「恋敵を城ごと焼き殺した」と読んでいた。またキャスターには竜を召喚する宝具を期待していたが、彼女自身にはそういった逸話も竜の召喚と制御の知識も無いために「外れサーヴァント」と罵倒していた。『Fate/Zero』で聖杯戦争に「遊び半分で参加した」ケイネスと比較して自らを「真剣に勝ちに行く」と称していたが、協会で新参者である自らの家に箔を付けるという彼自身も動機の根本的な部分が同じであった。キャスターに竜召喚を期待していた件以外にもマナの生成で「ほかのマスターを圧倒する準備がある」と確信していたが、それ故にキャスターからは「始める前から結果を出そうとした」と死の間際に侮蔑された。
本作に繋がる世界軸の物語である『ロード・エルメロイII世の事件簿』にも登場し、作中人物に感心されるほどには魔術による戦闘力の良さが描かれており、ロード・エルメロイII世が参加を希望し、のちに辞退した第5次聖杯戦争の魔術協会からの参加枠を争っている。

### 一般人
藤村大河（ふじむら たいが）
声 - 伊藤美紀
- 身長：168cm / 体重：53kg / スリーサイズ：不明 / イメージカラー：虎

士郎達が通う学園の英語教師で、弓道部顧問と士郎のクラスの担任も兼任する25歳の女性。士郎からは「藤ねえ」と呼ばれている。祖父・藤村雷画（ふじむら らいが）は「藤村組」という極道を仕切る、街の有力者。その祖父に衛宮家と古くからの縁があり、士郎の養子縁組や遺産相続も取り仕切った関係であることから、士郎とはプライベートでは幼馴染・姉貴分という間柄で、一人暮らしする士郎をいつも気遣っている。士郎を取られまいとセイバーに竹刀で挑み、当然のように返り討ちに遭った際には大げさに落ち込んだほどである。士郎も、彼女をかけがえのない家族と認めている
衛宮親子とは10年前に屋敷を藤村組から購入した縁で知り合い、切嗣に一目惚れした。その後、道場もあるからと頻繁に通い、当時泣き虫だった士郎を良く思わず、切嗣を取り合っては対立していたが、後に和解して現在は保護者と称し、士郎や桜の作る料理を目当てに衛宮家に入り浸っている。若くして剣道五段という相当な腕前で「冬木の虎」の異名を持ち、学校でのあだ名は「タイガー」。本人は下の名前で呼ばれる事を嫌い、このあだ名で呼ばれると激怒する。その一方で、虎のストラップを愛用の「虎竹刀」に付けていたりする。虎は「深く憎み、そして深く愛している」存在であり、その定義は「ヒゲが生えていること」らしい。
バッドエンド後のお助けコーナー「タイガー道場」の主としても登場するギャグ担当（自身こそ真の正統派ヒロインだと主張している）。本編でもシリアスな展開に絡むことはほとんどない。
公式設定では女性キャラで唯一スリーサイズの数値は不明。ルートやシナリオは存在していないが、公式サイトの人気投票の作者コメントでは彼女のルートがあるとすれば、「士郎、結婚しよー」、「いいよー」のやり取りで済んでしまうとされている。
美綴綾子（みつづり あやこ）
声 - 水沢史絵
- 身長：162cm / 体重：50kg / スリーサイズ：B83/W58/H83 / イメージカラー：オレンジ

士郎達の同級生で弓道部主将。サバサバした性格の美少女で、薙刀をはじめとして数々の武道の達人。「美人は武道をしていなければならない」が信条。遠坂凛の数少ない友達（「殺すか殺さないかの関係」らしい）であり、士郎の友人でもある。ストーリー開始以前から主要登場人物全員と付き合いがあった珍しい人物。衛宮士郎や遠坂凛とは悪友同士で、間桐桜にとっては頼りになる先輩である。弓道部を辞めた士郎を部に戻そうと声をかけている。男勝りと思われがちな姉御肌でもあり、副部長である慎二の後輩イジメを苦々しく思っている。
ルート次第では慎二の策略でライダーに吸血目的で襲われ、病院送りとなってしまう。
柳洞一成（りゅうどう いっせい）
声 - 真殿光昭
- 身長：170cm / 体重：58kg / イメージカラー：オレンジ

士郎達の同級生で生徒会長。士郎の友人でもある。実直で真面目な好青年。また、柳洞寺の跡取息子でもある。遠坂凛の本質を見抜くなど鋭い洞察力を持ち、彼女と衛宮士郎が仲良くなることを警戒している。独特の言葉遣いを持つ個性的なキャラクター。
柳洞寺に拠点を置くキャスターによって、住人は自分のことを探る人間を殺すように魔術をかけられている。その一人である一成も、士郎がキャスターのことを問いただした際にスイッチが入り、彼を殺害している。
氷室鐘（ひむろ かね）
声 - 中川里江
- 身長：157cm / 体重：48kg / スリーサイズ：B84/W56/H85 / イメージカラー：鼠色

遠坂凛のクラスメート。冷静沈着な性格でメガネ美人。陸上部に所属している（専門は走り高跳び）が、本人は絵画が趣味。
蒔寺楓（まきでら かえで）
声 - 結下みちる
- 身長：163cm / 体重：49kg / スリーサイズ：B72/W56/H78 / イメージカラー：褐色

凛のクラスメート。褐色肌で和服の似合う日本美人。凛とはいわゆる悪友で、凛が地を出しているのは美綴と蒔寺くらいらしい。大雑把な性格だが、趣味は風鈴集めと至って和風趣味。よく凛と骨董めぐりなどをしているらしい。
三枝由紀香（さえぐさ ゆきか）
声 - 中尾衣里
- 身長：155cm / 体重：39kg / スリーサイズ：B75/W57/H78 / イメージカラー：赤茶色

凛のクラスメート。いつも友人の蒔寺楓や氷室鐘と一緒に行動している。凛に憧れに近い感情を持っており、手作りの弁当を引っさげて一緒に昼食をとろうと誘っているが、その天然で和やかな性格から、猫を被っている凛には警戒されている。本来は料理が好きだったのだが、蒔寺に誘われて陸上部のマネージャーをやっている。本人は至って運動音痴。
後藤劾以（ごとう がい）
声 - 葛城政典（テレビアニメ第1作） / 市来光弘（テレビアニメ第2作）
士郎のクラスメート。テレビの影響を受けやすく、最近は時代劇にはまっているために侍口調で話している。ややお調子者の一面を持ち合わせており、担任の藤村大河に「タイガー」と呼んで叱られたりしている。テレビアニメ第1作では『Fate/hollow ataraxia』で公開された設定画を基に設定されていたが、テレビアニメ第2作では変更され新規デザインになっている。
蛍塚音子（ほたるづか おとこ）
声 - 野田順子
士郎のバイト先である新都の居酒屋コペンハーゲンの一人娘。士郎のことは「エミヤん」と呼んでおり、大河とも高校生の時からの付き合いだが、士郎は長くそうだとは知らなかった。
藤村雷画（ふじむら らいが）
大河の祖父。深山町一帯に顔を利かせる富豪の長。切嗣とは衛宮邸を購入した時からの付き合いで、養父を失った士郎の後見人としてしばしば面倒を見ていたらしい。邸宅には複数の強面の男たちがいる。
"Fate"ルートで最終的にイリヤを引き取り、イリヤを猫かわいがりしているらしい。
魃（ばつ）

マウント深山商店街の中華飯店・泰山の女性店長。非常に小柄な体格の中国人。口癖は「- アル」。非常に辛い麻婆豆腐を出す。

### その他の登場人物
リーゼリット（Leysritt）
声 - 宮川美保
- 身長：162cm / 体重：52kg / スリーサイズ：B92/W58/H84 / イメージカラー：白（黒）

イリヤの世話係。アインツベルン製のホムンクルス。通称・リズ。少々ぎこちなく片言でしか話さない特徴があるが、どこか無邪気な性格をしている。聖杯戦争に当たってはイリヤやバーサーカー、セラとともに来日し、アインツベルン城で暮らしている。イリヤに対しては友達のような接し方をしているが、イリヤは別に気にしてはいないようである。
セラと違い、アインツベルンに伝わる魔術兵装「天のドレス」をイリヤに着せるためのホムンクルスである。
セラ（Sella）
声 - 七緒はるひ
- 身長：163cm / 体重：49kg / スリーサイズ：B75・W58・H79 / イメージカラー：白（黒）

イリヤの教育係。アインツベルン製のホムンクルス。生真面目な性格で表情を崩すことはない。誰に対しても丁寧に接する。イリヤが淑女であらんと努めており、ややくだけた感じのリズに関してはいつも小言を言っている。一方で甘いもの（特に安物）が好きで、リズに深山町まで買いに行かせたりしている。
ルヴィアゼリッタ・エーデルフェルト（Luviagelita Edelfelt）
声 - 田村ゆかり（Réalta Nua） / 伊藤静（テレビアニメ第2作）
- 身長：160cm / 体重：49kg

"Heaven's Feel"のエピローグにのみ登場する。後にロンドンに渡った遠坂凛の時計塔でのライバルにして、士郎がアルバイトで執事を務めることになるフィンランド出身の名門魔術師。お嬢様口調で強気な性格。士郎のことを「シェロ」と呼び好意を持っている。結局は凛と似通った性格だったために、事あるごとに凛と衝突しており、大乱闘に発展したこともある。
テレビアニメ第2作ではエピローグで登場し、士郎との出会いはお互い道に迷っていた時だということが判明した。また凛とは、2008年のエイプリルフールネタを彷彿とさせる格闘技戦を繰り広げた。
ユスティーツァ・リズライヒ・フォン・アインツベルン（Justeaze Lizrich von Einzbern）
声 - 大原さやか（劇場版『Heaven's Feel』）
200年前、遠坂・マキリと協力して第三魔法の成就を達成させようと聖杯降霊を行ったアインツベルンの当主。通称・冬の聖女。元々は、9世紀末に第三魔法を実現した魔法使いの弟子によって作られたホムンクルス。
第三魔法を再現するために製造され、魔法使いと同等か、それを上回る性能を持っている。しかし、製造した弟子の魔術師達の技術や努力とは関係のない全くの偶然で生まれたモデルだったため、魔術師達は今度こそまぐれでない再現を目指して人工知能搭載型ゴーレム「ユーブスタクハイト」にユスティーツァモデルを量産させるが、それが成功する前に彼女は第三魔法を証明してしまう。
自らの限界を認めた魔術師達が城を去ってから500年後にアインツベルンはユスティーツァモデルを再製造できないことを認めた。代わりに彼女の第三魔法を量産する計画として大聖杯が企画され、これにユーブスタクハイトを除く全員が賛同する。柳洞寺地下に置かれる大聖杯の基礎となった魔術回路はユスティーツァ自身であり、アインツベルンは第四次聖杯戦争以降、ユスティーツァと同型のホムンクルスを聖杯として冬木に送り込んだ。

キシュア・ゼルレッチ・シュバインオーグ（Kischur Zelretch Schweinorg）
声 - 沢木郁也（劇場版『Heaven's Feel』）
西暦以前から活動している最古の魔術師の一人であり、ソロモン王の弟子の一人。時計塔の創設者の一人。魔導元帥。万華鏡（カレイドスコープ）の二つ名を持ち、宝石のゼルレッチとも呼ばれる5人の魔法使いのうちの一人で第二魔法「万華鏡（カレイドスコープ）」(または平行世界の運営)の使い手。また、遠坂永人の師匠であった関係から、その系統を受け継ぐ凛からは大師父と呼ばれている。ただし師匠と言っても、単に旅先で出会って宿代の代わりに魔術の筋を見た程度で、指導まではしていない。また凡人だが善人だから悪用しないし、ましてや絶対に作れないが目標として宝石剣の設計図を託している。200年前のアインツベルン・遠坂・マキリによる聖杯降霊の儀式にも立ち会っている。とあるルートでは聖杯戦争後の騒動に沸き立つ魔術協会に現れる。
死徒二十七祖の一角であったり、吸血種の王“朱い月”に喧嘩を売り滅ぼしたり、メインヒロインの爺やであるなど『月姫』と関わりが深い人物。弟子はほぼ確実に廃人になると言われているが、あくまで魔法使いの弟子とする場合であって魔術師としての弟子に関しては問題なく指導できる。
遠坂永人（とおさか ながと）
声 - 上田燿司（劇場版『Heaven's Feel』）
200年前、アインツベルン・マキリと協力して聖杯降霊を図った遠坂家当主。ゼルレッチの弟子の家系であり、聖堂協会にもある程度顔がきく。自身は武術の粋である無の境地を利用して根源への到達を考えていた。そのためか魔術の才能は娘に劣っていたらしい。
ディーロ
第五次聖杯戦争終了後、死亡した言峰綺礼の後任として暫定的に聖堂教会から派遣されてきた司教。温厚な性格の中高年の男性らしい。聖杯戦争後の混乱の収集などに従事した。
クラウディア
声 - 茅野愛衣（劇場版『Heaven's Feel』）
"Heaven's Feel"の回想にのみ登場する言峰綺礼の亡妻。『Fate/hollow ataraxia』に登場するカレン・オルテンシアの母でもある。
アルビノで免疫機能が欠如した女性で、15年前に言峰は異端審問のおりに彼女を娶ったため、神学校を自己退職し、正式な司祭職への道を断念する、言峰とは結婚生活2年目にして死別した。『Fate/Zero』では言峰の本性に気付かないままの病死であったが、『stay night』ではその内面の歪みを理解した上で、他人の苦しみで喜ぶ男ではないと考え、彼にも"人を愛せる心を持つ人"が存在することを証明する目的で自殺に至った。結局、言峰は彼女の死に意味を感じることこそできなかったものの、無価値なものにはしたくないという感情を抱かせ、自身の自害を思い止まらせた。
娘のカレンは彼女の“病魔に憑かれやすい”という在り方から受け継がれている、母方の姓を名乗っているため、旧姓はオルテンシアと思われる。
ロード・エルメロイII世
声 - 浪川大輔
魔術教会に所属する魔術師にして、時計塔の講師。魔術師として優れているわけではないが、指導者としては屈指の実力者で様々な異名を持つ。時計塔時代の遠坂凛の後見人であり、後に共に大聖杯を解体することになる。本名はウェイバー・ベルベットで、かつて第四次聖杯戦争に参加したマスターであり、現状冬木の聖杯戦争に参戦したことのあるマスターのなかで、健康体を保って生存している唯一の人物である。詳細と活躍については『Fate/Zero』を参照。
初登場は外伝・関連作品であり、本編においてはテレビアニメ第2作のエピローグにて初めて登場した。同じく聖杯戦争を生き残った衛宮士郎とすれ違った際に「何のために時計塔へ来たのか？」と訪ね、士郎の「正義の味方になるため」の答えを馬鹿にせず納得する。

### セイバーにまつわる人物
マーリン（Merlin）
声 - 小林勝也（テレビアニメ第1作） / 櫻井孝宏（Garden of Avalon）
ウェールズ王妃と夢魔との間に生まれた、混血の魔術師。アーサー王（セイバー）の時代において類稀な預言者として王宮の顧問役を務めており、ウーサー王と結託してアルトリアを生み出した。幼いアルトリアの未来を予見し、アルトリアが王の選定の剣カリバーンを引き抜こうとする時に警告を与えた。
セイバーはその飄々とした性格を苦手にしていたが、実際のところは神秘側の存在であるがため、表面こそ人間のようでありながら内面ではそれらしい感情に欠けている。キャスパリーグという使い魔を持っているほか、最高位の魔術師である証の「千里眼」によってあらゆる現在を見通すことができる。
「Réalta Nua」でのラストエピソードにも登場し、聖杯戦争を終えて元の時間軸へ帰還したセイバーと邂逅する様子が描かれる。
小説「Garden of Avalon」では語り手として登場。神秘の途絶えたブリテン島において、現代より未来永劫もアヴァロンに幽閉される生活を送っていることが明かされた。
『Fate/Grand Order』においても登場。こちらでは主人公たちの協力者として、異例なまでの本格的な干渉に踏み切っている。
モードレッド（Mordred）
声 - 桑島法子（テレビアニメ第1作） / 沢城みゆき（Garden of Avalon）
Fateルートでのみ男性として言及。アーサー王（セイバー）の子。円卓の騎士の一人。兜で素顔を隠しており、セイバーが自身に王位を譲らなかったことなどを理由に叛旗を翻す。セイバーに討たれるも、彼女の死の遠因を作った。
テレビアニメ第1作が初出でこの時点での表記は「モードレット」。TYPE-MOONによる同人誌『Character material』内の解説によれば、その正体はモードレッドの母「モルガン」（セイバーの姉）がセイバーから作ったクローン（ホムンクルス）で、その出生はセイバーを擬似的に男性に変え、魔術で幻惑して採取した精子を自らの子宮で育てた。そのため、セイバーの子供というのはあながち間違いではない。ホムンクルスであるために成長速度が人間より早く、短命であった。王位を狙うために父親のことを隠してセイバーの下へ送るも、彼女への憧れにより反逆心を抱こうとせず、真っ当な騎士を目指す。その態度に業を煮やしたモルガンは、セイバーとの不貞の子であることを暴露する。それでも父親がセイバーだという事実に歓喜してセイバーに詰め寄るが、彼女に拒絶されたため、その愛情は憎悪へと変わり叛旗を翻すことになる。ただし、最後まで本心では息子と呼んでほしかったことに変わりはなかった。素顔を隠すのはモルガンの言いつけであり、その素顔はセイバーとうり二つであるが、髪の毛の色は灰色がかった特殊な色合いをしている。
関連作品である『Fate/Apocrypha』に登場しており、Fateルート本編では「男」と表記されていたが、この作品からは女性という設定になっている（詳細は当該項参照）。『Garden of Avalon』からは『Apocrypha』に合わせた設定で登場している。
ベディヴィエール（Bedivere）
声 - 能登麻美子（テレビアニメ第1作） / 宮野真守（Garden of Avalon）
アーサー王の忠臣である美青年。円卓の騎士の一人。王の命で、彼女に代わってエクスカリバーを湖の精に返還し、彼女の最期を看取った。また、最後まで王が女性とは知らないままだった。
『Fate/Grand Order』においては、セイバーのサーヴァントとして登場。
ケイ
声 - 小野大輔
円卓の騎士の一人。騎士エクターの子であり、エクターの養子であったアルトリアは義妹に相当した。寝食を共にしていたため、父とともにアルトリアの性別を知る唯一の円卓の騎士であり、アルトリアは当初、彼の騎士見習いという立場であるとともに、最古参の騎士の一人でもあった。騎士としての実力はアルトリアなどに及ばなかったが、巧みな弁舌と政務能力で王を補佐し、カムランの丘の戦いまで王に従い続けた。性格は現実主義かつひねくれ者で、口論ではアルトリアが敗北を認めている。
『Fate/hollow ataraxia』でセイバーの口から初めて語られ、小説「Garden of Avalon」で本格的に登場。
ガウェイン
声 - 水島大宙
円卓の騎士の一人。「太陽の騎士」の異名を持ち、エクスカリバーと対になる聖剣「ガラティーン」を所持する。アルトリアに対する心服は深く、同行したヴォーティガーンとの決戦の際には、その実力を改めて実感させられる。
サーヴァント・セイバーとしてのガウェインは「Fate/EXTRA」を参照。
ランスロット
声 - 置鮎龍太郎
円卓の騎士の一人。元はフランスの領主であったが、アーサー王の噂を聞きつけてブリテンに渡る。眼前でその威容と邂逅してからは客将としてブリテンに留まり、円卓に加盟した後は最優の騎士と呼ばれるほどの高い評価を得た。円卓に不穏な空気が流れ始めると、ギネヴィアとともに王をいたわるが、後に情を通じてしまったことが露見して円卓を追われることになる。外様ゆえにブリテンの騎士たちの個人より国を優先する感情に違和を抱いているほか、アルトリアの気高すぎる理想に人ならざるものを感じていた。
『Fate/Zero』ではバーサーカーのサーヴァントとして、『Fate/Grand Order』ではセイバーのサーヴァントとして登場している。バーサーカーとしてのランスロットは「Fate/Zero」を参照。
エクター
声 - 屋良有作
ケイの父親にして、アルトリアの養父。円卓の騎士の一人であるエクター・ド・マリスとは同名の別人。マーリンによって5歳のアルトリアを預けられ、ケイの弟分の見習い騎士として厳しく指導した。騎士の理想の姿をアルトリアに教育しており、彼女の持つ国の理想像を育んだ。
トリスタン
円卓の騎士の一人。大陸の王侯・リヴァラン王の息子にして、アルトリアからの信認厚い騎士の一人。「悲しみの子」の異名を持つ。美貌で知られて女癖が悪いが、アルトリアからは「感性が人より詩的にすぎるため」と解釈されている。円卓一の弓の名手だが、使う弓は特殊な物であるらしい。「王は人の気持ちが分からない」と言って円卓を去った騎士でもある。
『Fate/Grand Order』においてアーチャーのサーヴァントとして登場。弓で打ち出すのが矢ではなく音の刃と判明した。
アグラヴェイン
円卓の騎士の一人。アルトリアの姉であるモルガンの子で、アルトリアの甥にあたる。「傷知らずのアグラヴェイン」との異名を持つ。寡黙な性格でマーリンからは「陰気で亡霊みたい」と称される。感情を表に出さない冷徹な性格はほかの騎士から多少疎まれているが、自身に不純な点がないために一目を置かれている。実はモルガンの影響力を濃く受けており、その刺客として、ランスロットの不義をモードレッドとともに暴き出した。
モルガン
ウーサー王の娘にして、アルトリアの姉。アルトリアがウーサーとマーリンによって人工的に神秘を受けつぐ者として生み出されたのに対し、モルガンは生まれた時から神秘を色濃く残していた。そのため、王位を運命づけられたアルトリアを恨み、息子のアグラヴェインをランスロットへの刺客として送り出したり、魔術を用いてアルトリアと自分の子であるモードレッドを産むなど、アーサーの王国に対して敵対行動をとり続けた。アーサー王の守護妖精・ヴィヴィアンと対極になる存在とされるが、モルガンも本来は王を守護する妖精の一人であるらしい。
ギネヴィア
アーサー王の妻。アルトリアが選定の剣を抜いた時から恋い慕っており、10年後に晴れて結婚することになったが、結婚後にアルトリアから性別の秘密を打ち明けられてしまう。そのことに苦しみながらもアルトリアに同情した上、国のために不可欠な処置であったと理解していたため、アルトリアに従順な姿勢を貫いた。だが、知らず堆積していた苦悩を理解したランスロットに惹かれ、国を揺るがすスキャンダルに発展させてしまうことになる。処刑寸前のところでランスロットに救出され、一度はフランスに渡るが、ランスロットとブリテンの間に和議が結ばれた際にキャメロットへ帰還した。
ウーサー・ペンドラゴン
アルトリアの父にして、ブリテン王の一人。神秘がかすかに残るブリテンにおけるその末裔。神秘の断絶を危惧するマーリンと結託し、竜の因子を用いて神秘の化身たるアルトリアを生み出した。神秘の終焉を図るヴォーティガーンと対立するが、及ばずに敗死した。
ヴォーティガーン
声 - 小山剛志
「卑王」の異名を持つ、ブリテンの王の一人。戦乱のブリテンに、大陸から流入してきたサクソン人を招き入れて統一を目指し、さらなる混乱を生み出した。城塞都市・ロンディニウムを制圧し、拠点都市やウーサー王をはじめとするブリテン諸侯と激しく敵対した。ブリテンにまだ辛うじて残っている神秘の時代の終わりを予見し、人間の時代の到来を受け入れようとしていた人物であったが、台頭するアーサー王との決戦に敗れて滅び去った。その実力はウーサー王を滅ぼし、ガウェインですら戦慄させるほどのものであった。

## スタッフ
PC版
- キャラクターデザイン・原画 - 武内崇
- シナリオ - 奈須きのこ
- プログラム - 清兵衛
- スクリプト - つくりものじ
- グラフィック - こやまひろかず、BLACK、蒼月誉雄
- サウンド - KATE
- サポートなど - OKSG
- OPアニメーション制作 - タツノコプロ

PS2版
- OPアニメーション制作 - タツノコプロ
  - プロデューサー - 石川学、高田真宏
  - コンテ / 演出 - 千葉高雪
  - 総作画監督 - 武内崇
  - 作画監督 - 濱川修二郎
  - アクション・エフェクト作画監督 - 橋本敬史
  - 美術監督 - 若松栄司
  - 色彩設定 / 色指定 - 永井留美子
  - CG監督 - 安藤雄一郎
  - 撮影監督 - 鈴木清崇
  - 制作進行 - 佐野正衛
  - 音響効果 - スワラ・プロ
  - デジタル制作 - 畑中宏信

PS Vita版
- OPアニメーション制作 - ufotable
  - 制作プロデューサー - 近藤光
  - コンテ / 演出 - 三浦貴博
  - 総作画監督 - 須藤友徳
  - 作画監督 - 菊池隼也
  - 美術監督 - 海老沢一男
  - 色彩設定 / 色指定 - 千葉絵美、松岡美佳
  - 3DCG - ufotable
  - 撮影監督 - 寺尾優一

## 主題歌
オープニングテーマ「THIS ILLUSION」
作詞：芳賀敬太 / 作曲・編曲：NUMBER 201 / 歌：M.H.
エンディングテーマ「days」
作詞：芳賀敬太 / 作曲・編曲：NUMBER 201 / 歌：CHINO

## Réalta Nua
『Fate/stay night [Réalta Nua]』（フェイト ステイナイト レアルタ ヌア）は、原典版『stay night』のアダルト描写（R18シナリオ・ストーリーとCG）を削除したうえで新規エピソード・“Réalta Nua”を追加し、新規CG・演出・キャラクターボイス(前年放送されたアニメ版のキャスティングを継承)を追加した版（“Réalta Nua”の詳細は#攻略ルートを参照。）。Réalta Nuaは、アイルランド語で「新しい星」を意味する。
2007年にPS2へ原典版を移植する際に作られたのが初版。以降「stay night」を他機種へ移植する場合は全て“Réalta Nua”版となっている。シナリオの削除による部分的な内容の変更が発生しているため、設定面で原作PC版と“Réalta Nua”版を区別する場合もある。
PS2版
発売元は角川書店（現・KADOKAWA。PS Vita版も同様）。基本的な追加要素は上記文参照。当初2006年12月発売予定だったが、諸事情により一旦2007年初頭へと延期され、最終的に同年4月19日に発売された。
初回限定版「extra edition」にはPSP用花札ゲーム『とびだせ!トラぶる花札道中記』 を同梱。
PC版
3つのルートを3分割し、Amazon.co.jpにてダウンロード販売された。基本的にはPS2版との差異はない。
- 『Fate/stay night [Réalta Nua] -Fate-』 - 2011年12月23日販売開始
- 『Fate/stay night [Réalta Nua] -Unlimited Blade works-』 - 2012年1月31日販売開始
- 『Fate/stay night [Réalta Nua] -Heaven's Feel-』 - 2012年2月29日販売開始

PlayStation Vita版
2012年11月29日に発売。PS2版をベースに下記の通りさらなる新規要素が追加された。
- 3ルートのオープニングアニメーションを、テレビアニメ『Fate/Zero』以降の『Stay night』系アニメ版を手がけたUfotableが製作。
- 本作のグラフィック画角を上記OPアニメを含め、すべて16：9に再構成。
- タッチスクリーンによる操作モード追加。
- 特典としてPS2版「extra edition」に同梱されていたPSPソフト『とびだせ!トラぶる花札道中記』及びPSP用完全新作ソフト『とびたて!超時空トラぶる花札大作戦』のダウンロード版プロダクトコードが封入（両作ともPS Vita版“ Réalta Nua ”の特典作品につき、通常販売はない）。

スマートフォン（iOS&Android向け）版
詳細は「#スマートフォンアプリ」の節を参照。
Nintendo Switch/Steam版
2024年8月8日に『Fate/stay night REMASTERED』のタイトルで発売。英語・簡体字に対応し、CG・演出をフルHD化している。発売はTYPE-MOONが、販売はアニプレックスが行っている。

### 主題歌（Réalta Nua）
オープニングテーマ
「黄金の輝き」（PS2版・PC版）
作詞：芳賀敬太 / 作曲：KATE / 編曲：James Harris / 歌：MAKI
「ARCADIA」（セイバールート、PS Vita版・スマートフォン版）
作詞：Rico / 作・編曲：齋藤真也 / 歌：earthmind
「HORIZON」（遠坂凛ルート、PS Vita版・スマートフォン版）
作詞：Rico / 作・編曲：齋藤真也 / 歌：earthmind
「Another Heaven」（間桐桜ルート、PS Vita版・スマートフォン版）
作詞：Rico / 作・編曲：齋藤真也 / 歌：earthmind
エンディングテーマ
「Link」
作詞：芳賀敬太 / 作曲：KATE / 編曲：James Harris / 歌：rhu（from "Colorvariation"）
挿入歌（ラストエピソード）
「夢の終わり」
作詞：芳賀敬太 / 作曲：KATE / 編曲：NUMBER 201 / 歌：河井英里

## スマートフォンアプリ
『Project Fate/stay night』の企画の一つとして、シリーズの全ての元となる『Fate/stay night [Realta Nua]』をスマートフォン（iOS&Android向け）のネイティブアプリとして配信する企画。「Fate（セイバールート）」、「Unlimited Blade Works（凛ルート）」、「Heaven's Feel（桜ルート）」を3分割して配信するが、特に「セイバールート」に関しては当初期間限定で無償配布を行うと告知された。これは、ufotable代表の近藤光が武内崇の「セイバールートがすべてのFateの中心にある」という言葉を聞き、それならテレビアニメ『Unlimited Blade Works』放送のタイミングでみんなが無償でセイバールートを楽しめる環境を作りたいと武内に相談したことにより決まった。このアプリ版は原典のPC版よりも高解像度（1280×960）グラフィックになっているほか、機種の横・縦持ちどちらにも対応する。オープニングアニメーションはPS Vita版に使用されたufotable制作のアニメーションが同じく使用されている。
セイバールートの配信予定は「Project Fate/stay night」の公表当初から告知されていたが延期され、2015年4月19日からiOS版が配信開始、2015年5月30日からAndroid版が配信開始（公式に動作可能を保証している機種は限られている。詳細は配信サイト を参照）。この影響で、当初は2015年6月末までと告知されていた無料配信機期間は同年10月末に延長。更に10月初頭には無料配布の期限そのものを撤廃。（配信が続く限りは）「永久無料」化される事になった。
なお、凛ルート・桜ルートはiOS版が2015年6月18日から配信開始されている。

## 批評
批評家の東浩紀は、例えば「そもそも聖杯戦争に参加しない」という選択肢がない（厳密には選択肢はあるものの、選ぶと必ず殺されてしまう）など本作は自由度が低く、美少女ゲームという形式を採用してはいるが事実上漫画やアニメのシミュレーションに近い存在であり、かといって自由度が低いということに特別な意味がこめられているわけでもないと述べた。そして、1995年のアニメ『新世紀エヴァンゲリオン』以降、美少女ゲームを含むオタク文化圏には、それまでにはなかった思春期の自意識を直接的に扱うというパラダイムが定着したが、本作では主人公である衛宮士郎の内面の葛藤も描かれず、『機動戦士ガンダム』以前の物語へ回帰していると指摘している。
評論家の前島賢も、本作が『新世紀エヴァンゲリオン』以前の物語消費に回帰したという前述の東の史観を支持すると述べている。
評論家の宇野常寛は、衛宮士郎が戦いを躊躇しないのは『新世紀エヴァンゲリオン』以前への回帰ではないとして東の見解を批判している。宇野によると、21世紀に入るとアメリカ同時多発テロ事件や聖域なき構造改革の影響で、『新世紀エヴァンゲリオン』での碇シンジのような自意識の問題を織り込み済みで「なにもしなければ生き残れないから自力でどうにかする」というサヴァイヴ感を前面に押し出した作風へと物語系想像力のパラダイムシフトが起こっており、本作も後者の想像力の中のひとつと考えられるという。
コンテンツプロデューサーのまつもとあつしは、2014年アニメ化された『Fate/stay night [Unlimited Blade Works]』の放映にあたり、「人を救いたい」「正義を貫こう」と苦闘する主人公が辿る道は、勝ち抜くことが出来たとしても、苦さや暗さを含んだ結末となるにもかかわらず、発表から長期に渡って受け入れられているのは、逃れられない「Fate=運命」に翻弄され抵抗するという現実的な様相が共感を得ているせいではないかと考察している。

## アニメ
アニメーション化は、2006年に「Fate」ルートを軸に他ルートの要素も盛り込んで映像化した、テレビアニメ『Fate/stay night』から始まり、「Unlimited Blade Works」ルートが2010年に劇場アニメ『Fate/stay night UNLIMITED BLADE WORKS』、2014年から2015年にかけてテレビアニメ『Fate/stay night [Unlimited Blade Works]』として映像化された。
さらに、2017年に上映が開始された「Heaven's Feel」ルートのアニメーション化作品『劇場版 Fate/stay night [Heaven's Feel]』全三部作をもって、3つあるルートが全てアニメ化されたことになる。
また、2019年12月に開催された「TYPE-MOON展 Fate/stay night -15年の軌跡-」にて、PC版から他機種への移植版「Réalta Nua」にて追加されたエピソード「Réalta Nua（ラストエピソード）」の一部が映像化された。

## 漫画

### Fate/stay night
角川書店『月刊少年エース』2006年2月号から2012年12月号まで連載された。作画は西脇だっと。単行本レーベルは角川コミックス・エース。全20巻。
シナリオはセイバールートをベースにしながらも、慎二が生存するなどの遠坂凛ルートの要素を織り交ぜた、独自構成となっている。また、番外編を『エースアサルト』と『TYPE-MOONエース』に掲載していた。
1. 2006年5月26日発売、ISBN 4-04-713825-8
2. 2006年10月26日発売、ISBN 4-04-713865-7
3. 2007年4月10日発売、ISBN 978-4-04-713914-5
  - 限定版 2007年3月26日発売、ISBN 978-4-04-900783-1
4. 2007年9月26日発売、ISBN 978-4-04-713955-8
5. 2007年12月26日発売、ISBN 978-4-04-713995-4
6. 2008年4月26日発売、ISBN 978-4-04-715047-8
7. 2008年8月26日発売、ISBN 978-4-04-715094-2
8. 2008年12月26日発売、ISBN 978-4-04-715144-4
9. 2009年4月25日発売、ISBN 978-4-04-715230-4
10. 2009年8月26日発売、ISBN 978-4-04-715283-0
11. 2009年12月22日発売、ISBN 978-4-04-715348-6
12. 2010年4月26日発売、ISBN 978-4-04-715424-7
13. 2010年8月26日発売、ISBN 978-4-04-715502-2
14. 2010年12月29日発売、ISBN 978-4-04-715585-5
15. 2011年4月26日発売、ISBN 978-4-04-715680-7
16. 2011年9月3日発売、ISBN 978-4-04-715764-4
17. 2011年12月26日発売、ISBN 978-4-04-120049-0
18. 2012年4月26日発売、ISBN 978-4-04-120202-9
19. 2012年8月24日発売、ISBN 978-4-04-120359-0
20. 2012年11月26日発売、ISBN 978-4-04-120501-3

### Fate/stay night [Heaven's Feel]
『ヤングエース』（KADOKAWA・編集角川書店）2015年5月号にプレ連載を掲載した後、2015年6月号より連載開始。作画はタスクオーナ。桜ルートのコミカライズとなっている。
1. 2015年6月25日発売、ISBN 978-4-04-103397-5
2. 2016年2月4日発売、ISBN 978-4-04-103769-0
3. 2016年9月3日発売、ISBN 978-4-04-104686-9
4. 2017年6月2日発売、ISBN 978-4-04-105647-9
5. 2017年10月10日発売、ISBN 978-4-04-106094-0
6. 2018年8月4日発売、ISBN 978-4-04-107163-2
7. 2019年1月10日発売、ISBN 978-4-04-107164-9
8. 2020年2月26日発売、ISBN 978-4-04-109108-1
9. 2021年12月28日発売、ISBN 978-4-04-112117-7
10. 2023年4月4日発売、ISBN 978-4-04-113359-0
11. 2025年2月4日発売、ISBN 978-4-04-115976-7

### Fate/stay night [Unlimited Blade Works]
『月刊コミック電撃大王』（KADOKAWA）2022年2月号より連載開始。作画は森山大輔。凛ルートのコミカライズとなっている。
1. 2022年8月26日発売、ISBN 978-4-04-914556-4
2. 2022年12月9日発売、ISBN 978-4-04-914771-1
3. 2023年6月27日発売、ISBN 978-4-04-915102-2
4. 2023年12月26日発売、ISBN 978-4-04-915450-4
5. 2024年6月27日発売、ISBN 978-4-04-915757-4
6. 2024年12月27日発売、ISBN 978-4-04-916116-8
7. 2025年7月26日発売、ISBN 978-4-04-916492-3

## 関連商品

### 書籍
Fate/stay night anime spiritual
角川書店発行。テレビアニメ版ガイドブック。ISBN 4-04-853993-0（2006年8月8日発売）
Fate/stay night 原画集 〜Production Drawings〜
一迅社発行。テレビアニメ版原画集。ISBN 978-4-7580-1072-6（2007年1月16日発売）
Fate/stay night ビジュアルコレクション
学習研究社メガミマガジンスペシャルコレクション。ISBN 978-4-05-403417-4（2007年3月発売）
Fate/stay night [Réalta Nua] 公式攻略ガイド
角川書店発行。PS2版の公式ガイドブック。ISBN 978-4-04-707236-7（2007年5月10日発売）
Fate/stay night [Réalta Nua] 公式攻略ガイド 改訂版
角川書店発行。PS Vita版の公式ガイドブック。ISBN 978-4-04-110336-4（2012年11月29日発売）
Fate/stay night Visual Story
エンターブレイン発行。攻略ルート別に画像と解説で紹介したビジュアルストーリーブック。ISBN 978-4-7577-3723-5（2007年8月20日発売）
Fate/stay night セイバー写真集
一迅社発行。テレビアニメ版のイラスト集。ISBN 978-4-7580-1132-7（2009年2月19日発売）
Fate/stay night 遠坂凛写真集
一迅社発行。テレビアニメ版のイラスト集。ISBN 978-4-7580-1162-4（2010年2月12日発売）
Fate/complete material
エンターブレイン発行。全5巻。Fateシリーズのビジュアル集、および設定資料集。
I Art material.
本編イラストを含む版権絵をほぼ網羅。「I」「II」「III」と『Fate/side side materiale complete』を収録できる特装ボックス付き。ISBN 978-4-7577-4352-6（2008年7月2日発売）
II Character material.
本編登場キャラクターの設定資料集。ISBN 978-4-04-726680-3（2010年6月30日発売）
III World material.
世界観の設定資料集。ISBN 978-4-04-726902-6（2010年10月29日発売）
IV Extra material.
スピンオフ作品の版権画集。ゲーム特典冊子と描き下ろしをまとめた『Fate/side side materiale complete』付属。ISBN 978-4-04-727418-1（2011年6月25日発売）
V Hollow material.
続編『Fate/hollow ataraxia』の本編イラストを含む版権絵をほぼ網羅。ISBN 978-4-04-727877-6（2012年2月25日発売）
Fate/stay night占い
一迅社発行。ISBN 978-4-7580-1163-1（2010年3月5日発売）
劇場版 Fate/stay night UNLIMITED BLADE WORKS 公式ガイドブック
角川書店発行。劇場版の公式ガイドブック。ISBN 978-4-04-854462-7（2010年2月10日発売）
Fate/world guide
角川書店発行。TYPE-MOON作の公式ガイドブック。ISBN 978-4-04-715783-5（2011年9月26日発売）

### CD
Fate/stay night ORIGINAL SOUND TRACK
2004年2月25日発売。PCゲーム版のオリジナルサウンドトラック。
Wish
2005年3月2日発売。キャラクターイメージソング集。うち3曲がボーカルソングで、4曲がインストルメンタル。
1. memory（セイバー）
歌：M.H. / 作詞：芳賀敬太 / 作曲：KATE / 編曲：James Harris
2. Over the Mountain（遠坂凛）
歌：rhu / 作詞：芳賀敬太 / 作曲：KATE / 編曲：James Harris
3. 桜咲いて（間桐桜）
歌：Haruka Futaki / 作詞：芳賀敬太 / 作曲：KATE / 編曲：James Harris
4. Elfe（イリヤ）
作曲：KATE / 編曲：James Harris
5. GAZE（ライダー）
作曲：KATE / 編曲：James Harris
6. 悲恋（キャスター）
作曲：KATE / 編曲：James Harris
7. フィーバー（藤ねえ）
作曲：KATE / 編曲：James Harris

Fate/another score -super remix tracks-
2006年3月23日発売。PC版および『Fate/hollow ataraxia』の一部楽曲のリミックス集。全13曲収録。
Fate/stay night A.OST
2006年6月28日発売。TVアニメ版のオリジナルサウンドトラック。作曲は川井憲次。
Fate/stay night キャラクターイメージソング
TVアニメ版のキャラクターソングシリーズ。
Fate/stay night [Réalta Nua]　Original Sound Track
2007年4月25日発売。PS2版のオリジナルサウンドトラック。初回版はPCゲーム版よりの楽曲も収録。
Fate/Recapture -original songs collection-
2009年12月23日発売。PC版、『hollow ataraxia』、PS2版の全ヴォーカル曲を収録したアルバム。また、オリジナル新曲として「Alive」（歌：荒牧陽子）も収録される。ボーナストラックには「THIS ILLUSION」と「hollow」のアレンジヴァージョンが収録。
なお同時発売作品として、TVアニメ版などでボーカルを務めたタイナカサチによるカバーアルバム『Mariage -tribute to Fate-』がある。このアルバムでは「THIS ILLUSION」と「アタラクシア」以外の本作収録曲を全てカバーしている。
ricordanza -Fate/stay night TV song collection-
2009年12月23日発売。TVアニメ版のヴォーカル曲のベストアルバム。新曲「imitation」（歌：タイナカサチ）も収録。
劇場版Fate/stay night UNLIMITED BLADE WORKS　ORIGINAL SOUND TRACK
2010年4月28日発売。劇場版アニメのオリジナルサウンドトラック。
Fate/stay night [Réalta Nua]　Original Sound Track Reproduction
2012年12月26日発売。PS Vita版のオリジナルサウンドトラック。
Garden of Avalon - glorious, after image
2016年3月23日発売。TVアニメ版UBWのBD-BOXの特典小説『Garden of Avalon』のサウンドトラック、ドラマCD。
Fate song material
2019年12月18日発売。Fateシリーズ15周年記念コンピレーションアルバム。
アニメ『Unlimited Blade Works』『Zero』『Apocrypha』『EXTRA Last Encore』、PS Vita版『Réalta Nua』『hollow ataraxia』、ゲーム『EXTELLA』『EXTELLA LINK』の主題歌を収録。また、PS2版『Réalta Nua』の主題歌「黄金の輝き」のReoNaによる新規アレンジ・カバーも収録。完全生産限定盤にはそれぞれノンクレジットOPED映像を収録したBlu-ray Discが付属。

## 外伝作品
これらを含め、「Fateシリーズ」と総称する。
Fate/hollow ataraxia
続編に当たるファンディスク。
Fate/Zero
本編の10年前、第四次聖杯戦争について扱った小説作品。執筆はニトロプラスシナリオライターの虚淵玄。
TAKE MOON
TYPE-MOON作品・関連作である「月姫」や「メルティブラッド」などの作品のキャラクターが交わるアンソロジー漫画。2002年から刊行。
Fate/Prototype
奈須が学生時代に描いていた、Fateの原型（プロトタイプ）にあたる作品。本作とは直接のつながりは無い。
『Character Material』に主人公であるセイバーと沙条綾香のイラストと沿革が掲載され、『カーニバル・ファンタズム』Season3の特典映像として、12分のショートフィルムが制作された。後に桜井光によって前日譚にあたる小説シリーズ『Fate/Prototype 蒼銀のフラグメンツ』が執筆された。
Fate/kaleid liner プリズマ☆イリヤ
本作の平行世界が舞台の、イリヤスフィール・フォン・アインツベルンを主役としたひろやまひろしによる漫画。続編に『Fate/kaleid liner プリズマ☆イリヤ ツヴァイ!』『Fate/kaleid liner プリズマ☆イリヤ ドライ!!』がある。
氷室の天地 Fate/school life
氷室鐘を主役とした、磨伸映一郎による4コマ漫画。外伝に『マキジ大作戦』がある。
フェイト/タイガーころしあむ
スピンオフ作品の対戦アクションゲーム。続編に『フェイト/タイガーころしあむ アッパー』がある。
Fate/unlimited codes
本編シナリオを基軸とした3D格闘ゲーム。
Fate/strange Fake
本編の数年後、偽りの聖杯戦争について扱った小説。執筆は電撃文庫の成田良悟。
Fate/EXTRAシリーズ
本編とは違う歴史を辿った未来で起こった聖杯戦争を描くロールプレイングゲーム。続編に『Fate/EXTRA CCC』『Fate/EXTELLA』『Fate/EXTELLA LINK』がある。
Fate/Apocrypha
本編とは違う次元で起こった聖杯戦争を描く小説。執筆は東出祐一郎。元は『Fate/complete material IV Extra material』に情報が掲載された作品。
ロード・エルメロイII世の事件簿
『Fate/Zero』に登場したロード・エルメロイII世（ウェイバー・ベルベット）を主人公とする小説。執筆は三田誠。
Fate/Grand Order
本作をはじめとする歴代作品のサーヴァントが登場するスマートフォン専用ロールプレイングゲーム。通称「FGO」。
月世界旅行〜Fly me to TYPE-MOON〜
電子書籍「GA文庫マガジン」で連載されているギャグ漫画。
闘え！タイガーお悩み相談所
携帯版公式WEBサイト「まほうつかいの箱」で連載されている、黒八による4コマ漫画。原作の「タイガー道場」のスピンオフ作品で、藤村大河とイリヤスフィールが主軸に置かれる。
ハーフ&ハーフ&ハーフ
携帯版公式WEBサイト「まほうつかいの箱」で連載されている、森井しづきによる4コマ漫画。登場人物の多くが『Fate/hollow ataraxia』からとなり、主人公はカレン・オルテンシアとアヴェンジャー。
某月某日。幸せな空の下で。
『Fate/side side materiale complete』に収録されている、星空めておによるスピンオフ短編小説。ベルギーへ向かう旅客機内で起きたテロ事件を描く。登場人物は遠坂凛とカレン・オルテンシア。そして本作オリジナルキャラクターである、宝石研磨職人・ケビン。本作はケビンの視点で語られる。なお、ライダーが本作以降に装着している魔眼殺しの眼鏡は、ケビンの所属する工房で作成されたものである。
Fate/ステイナイトカフェ 〜cafeに集う英霊達〜
「月刊newtype」にて2014年11月号から連載されている漫画。制作はProject Fate/stay nightにてアニメーション制作を担当しているufotable。
とあるカフェを舞台に「Fate/stay night」のキャラクターたちが2頭身化されたかわいい姿で活躍するスピンオフ作品。
衛宮さんちの今日のごはん
衛宮士郎が料理を振る舞う日常を描いたスピンオフ漫画作品。ヤングエースUPにおいて2016年2月9日配信分から連載されている。作者はTAa。料理監修は只野まことが担当している。
ぐだぐだエース
TYPE-MOONの歴史を解説するスピンオフ漫画「コハエース」の続編漫画。沖田総司、織田信長を中心にライダー、土方歳三、茶々の5人で進行する。作者は経験値。
Fate/Samurai Remnant
マルチプラットフォームゲーム。『Stay night』の基本設定やキャラクターをモチーフとして、日本の江戸時代を舞台として物語が展開されるスピンオフ作品。
『FGO』同様、アニプレックスがTYPE-MOONと連名でリリースしているが、製作上の経緯から、開発は主としてコーエーテクモゲームスが行っている。（詳細は上記項目を参照）

## 他作品とのコラボレーション
Lycée
2005年12月22日発売のトレーディングカードゲーム「Lycée」に「Fate/stay night」がver.TYPE-MOON 1.0から参戦しており3.0までと、ベースドエディションに収録。「Fate/Zero」もver.TYPE-MOON 3.0から参戦。
ドラゴン☆オールスターズ
2006年7月11日発売のトレーディングカードゲーム「ドラゴン☆オールスターズF」に「Fate/stay night」がどらぱれパックに収録されている。
萌きゅあねっと、ぷるるん美少女、アニメTVモバイル
2008年7月6日よりウィンライトの提供するオンラインサイト内部のアバター着せ替えサービスにて「Fate/stay night」の衣装が登場した。
ヴァイスシュヴァルツ
2008年10月25日より発売「ヴァイスシュヴァルツ」のトライアルデッキにて参戦。2008年12月20日にブースターパック発売。
2009年11月21日に「Fate/hollow ataraxia」のエクストラブースターが発売。2011年11月26日に「Fate/Zero」のトライアルデッキ、2012年2月25日にエクストラブースター、2012年9月8日にブースターパックが発売。「ヴァイスシュヴァルツ ポータブル」でも参戦。
ファンタシースターポータブル2
2009年12月3日より発売のPSP用ソフト「ファンタシースターポータブル2」にて「Fate/stay night」の衣装が登場している。
続編「ファンタシースターポータブル2 インフィニティ」でもPlayStation Storeにてダウンロード用に衣装が用意されている。
MAPLUS ポータブルナビ3
2011年5月24日発売のナビゲーションソフト。「Fate/stay night」のきせかえパックを配信。
朗読少女
2011年9月29日より読書エンターテイメントアプリケーション「朗読少女」にてコラボレーションアイテムとして「Fate/stay night」の衣装が登場。
Tartaros-タルタロス-
2011年12月7日よりMORPG「Tartaros-タルタロス-」にて「アニメ Fate/Zero」と、2012年7月5日より「Fate/stay night」のタイアップとしてコラボアバター、イベントが開催された。
ねんどろいど じぇねれ〜しょん
2012年2月23日より発売のねんどろいどを扱ったRPG『ねんどろいど じぇねれ〜しょん』に「Fate/stay night」のキャラクターを模した人形が登場する。
プリズムコネクト
2012年12月14日発売のトレーディングカードゲーム「プリズムコネクト」に「アニメ Fate/stay night [Unlimited Blade Works]」が、2013年5月17日に「Fate/Zero」が参戦している。
サムライ&ドラゴンズ
2013年1月9日よりPlayStation Vita専用オンラインゲーム「サムライ&ドラゴンズ」に「Fate/stay night」とのコラボレーションカード登場。2013年8月28日より「Fate/stay night」に加えて「Fate/hollow ataraxia」と新規キャンペーン実施。
モンスターハンターフロンティアG
2013年4月18日より「モンスターハンターフロンティアG」の世界で「Fate/stay night」の「セイバー」と「アーチャー」の武器と衣装が使用可能なコラボ。2015年4月15日に「アニメ Fate/stay night [Unlimited Blade Works]」とコラボ。大型アップデートされた「モンスターハンター フロンティアZ」でも2017年11月1日より「Fate/EXTELLA」と、2018年2月7日「Fate/Apocrypha」とコラボした。
ファンタシースターオンライン2
2013年11月27日より「Fate/stay night」及び「Fate/kaleid liner プリズマ☆イリヤ」に登場する主要キャラクターたちのコスチュームや迷彩武器、ボイスチケット、ポスター（ルームグッズ）などが「ファンタシースターオンライン2」に登場する。
ネットとリアルで体感ゲーム
2014年11月5日より体感型ゲームを企画する「ネットとリアルで体感ゲーム」と「Newtype」と「アニメ Fate/stay night [Unlimited Blade Works]」」がコラボレーションしたARG（代替現実ゲーム）が催された。
スカッとゴルフ パンヤ
2014年12月18日よりPC用オンラインゴルフゲーム「スカッとゴルフ パンヤ」にて期間中、「アニメ Fate/stay night [Unlimited Blade Works]」」の「遠坂凛」や「アーチャー」の衣装が販売されるほか、ログイン日数でアイテムが手に入るキャンペーンなども実施。
ディバインゲート
2014年12月26日よりスマートフォン向けパネルRPG「ディバインゲート」にて「アニメ Fate/stay night [Unlimited Blade Works]」のコラボイベントやコラボユニットなどを開催。2015年2月13日・2015年5月15日より再開催されコラボクエスト、コラボスクラッチ等を実施。
ミリオンチェイン
2015年3月13日よりスマートフォン向けパズルアクションRPG「ミリオンチェイン」で「アニメ Fate/stay night [Unlimited Blade Works]」」とのコラボレーションが実施された。
GOD EATER
2015年3月21日より開催されたAnimeJapan 2015にて「アニメ Fate/stay night [Unlimited Blade Works]」とのコラボ商品としてラバーストラップが販売された。ともにufotable制作のアニメーション作品ということで実現したコラボである。
乖離性ミリオンアーサー
2015年4月15日よりスマートフォン向けキャラクターコマンドRPG「乖離性ミリオンアーサー」で「アニメ Fate/stay night [Unlimited Blade Works]」とのコラボレーションが実施された。アーチャー、ギルガメッシュと戦闘を行うこともでき、アーチャーに至っては無限の剣製による固有結界の演出も存在する。2017年2月15日「Fate/EXTELLA」ともコラボ。2019年3月29日「Fate/EXTELLA LINK」ともコラボ。
LORD of VERMILION III
2015年4月27日よりトレーディングカードアーケードゲーム「LORD of VERMILION III」と「アニメ Fate/stay night [Unlimited Blade Works]」とのコラボで新カード「セイバー」「ギルガメッシュ」「アーチャー」「遠坂凛」が登場。
ケリ姫スイーツ
2015年6月26日〜7月10日までスマートフォン向けアクションパズルRPG「ケリ姫スイーツ」と「アニメ Fate/stay night [Unlimited Blade Works]」とのコラボレーションの開催で、聖杯戦争と遭遇戦の2種類のステージが登場し、コラボガチャからは衛宮士郎、遠坂凛、セイバー、キャスター、アーチャー、セイバーと凛コスチュームドレスが出現した。 7月3日には新たにコラボガチャと上記の2ステージにギルガメッシュが追加された。追加されたガチャからは衛宮士郎、遠坂凛、セイバー、バーサーカー、ギルガメッシュ、セイバーと凛コスチュームドレスが出現。
マビノギ
2015年8月17日より「アニメ Fate/stay night [Unlimited Blade Works]」とのタイアップイベント実施。
レジェンド オブ キングダム〜王国騎士団の絆〜
2015年10月28日よりスマートフォン向け多人数ベルトスクロールアクションRPG「レジェンド オブ キングダム〜王国騎士団の絆〜」にて「アニメ Fate/stay night [Unlimited Blade Works]」とのコラボクエストやコラボガチャ。
フルボッコヒーローズX
2016年2月1日よりスマートフォン向け爽快フルボッコRPG「フルボッコヒーローズX」で「アニメ Fate/stay night[Unlimited Blade Works]」のコラボクエストやコラボガチャが用意された。
嫁コレ
2016年2月2日よりセイバー、2016年2月12日より遠坂凛、2016年2月23日よりイリヤスフィール・フォン・アインツベルンの「アニメ Fate/stay night [Unlimited Blade Works]」をもとに、ボイス付きカードゲームアプリ「嫁コレ」が配信。
サモンズボード
2016年2月29日よりスマートフォン向けボードゲーム・RPG「サモンズボード」にて「アニメ Fate/stay night[Unlimited Blade Works]」とのコラボダンジョンやコラボガチャ、ランキングバトル。2017年11月28日より「アニメ Fate/Apocrypha」とコラボ。2019年にと「劇場版 Fate/stay night [Heaven's Feel]」ともコラボが予定されていた。
ファントム オブ キル
2016年3月1日よりスマートフォン向けシミュレーションRPG「ファントム オブ キル」にて「アニメ Fate/stay night [Unlimited Blade Works]」とのコラボクエストやコラボガチャ。
ポコロンダンジョンズ
2016年4月22日よりスマートフォン向けのなぞるパズルRPG「ポコロンダンジョンズ」にて「アニメ Fate/stay night[Unlimited Blade Works]」とのコラボガチャ、コラボクエスト、コラボミッション。
スクールガールストライカーズ
2016年5月9日よりソーシャルゲーム「スクールガールストライカーズ」にて「アニメ Fate/stay night [Unlimited Blade Works]」とのコラボでオリジナル3Dモデルかつ録り下ろしボイス付きのセイバー、遠坂凛、イリヤが登場した。スピンオフゲーム「スクスト トゥインクルメロディーズ」ともコラボしたことがある。
グリモア〜私立グリモワール魔法学園〜
2016年6月1日よりスマートフォン向けアドベンチャーゲーム「グリモア〜私立グリモワール魔法学園〜」にて「アニメ Fate/stay night[Unlimited Blade Works]」とのコラボイベント、コラボカード。
オルタンシア・サーガ -蒼の騎士団-
2016年7月15日よりスマートフォン向け戦記RPG「オルタンシア・サーガ -蒼の騎士団-」にて「アニメ Fate/stay night[Unlimited Blade Works]」とのコラボユニット、コラボシナリオ。
モンスターハンター エクスプロア
2016年7月20日よりスマートフォン向けハンティングRPG「モンスターハンター エクスプロア」にて「アニメ Fate/stay night[Unlimited Blade Works]」とのコラボ。2018年9月26日より「Fate/EXTELLA LINK」とのコラボ。
ユニゾンリーグ
2016年10月19日よりスマートフォン向けリアルタイムRPG「ユニゾンリーグ」にて「アニメ Fate/stay night [Unlimited Blade Works]」とのコラボとしてコラボクエストやコラボガチャなど。
幻塔戦記 グリフォン〜新章〜
2016年11月30日よりスマートフォン向けファンタジーアクションRPG「幻塔戦記 グリフォン〜新章〜」にて「Fate/kaleid liner プリズマ☆イリヤ ドライ!!」とコラボした。
誰ガ為のアルケミスト
2016年12月27日よりスマートフォン向けタクティクスRPG「誰ガ為のアルケミスト」が「アニメ Fate/stay night[Unlimited Blade Works]」とコラボした。
ヴァルキリーコネクト
2017年2月8日よりスマートフォン向けオンラインリアルタイムストラテジーゲーム「ヴァルキリーコネクト」が「アニメ Fate/stay night[Unlimited Blade Works]」とコラボした。
かんぱに☆ガールズ
2017年4月28日よりファンタジーRPG「かんぱに☆ガールズ」が「Fate/kaleid liner プリズマ☆イリヤ ドライ!!」とコラボした。
さんぽけ〜三国志大戦ぽけっと〜
2017年7月27日よりボード型パズルRPG「さんぽけ〜三国志大戦ぽけっと〜」が「Fate/EXTELLA」とコラボした。
Shadowverse
2017年9月28日より対戦型オンラインTCG「Shadowverse」が「Fate/stay night[Heaven's Feel]」とコラボした。
RED STONE
2017年10月14日よりPC用MMORPG「RED STONE」が「Fate/stay night ［Heaven’s Feel］」とコラボした。
にゃんこ大戦争
2017年10月30日よりスマートフォン向けタワーディフェンスゲーム「にゃんこ大戦争」と「Fate/stay night [Heaven's Feel]」がコラボした。
戦刻ナイトブラッド
2018年4月6日よりスマートフォン向けシミュレーションゲーム「戦刻ナイトブラッド」と「Fate/EXTELLA」がコラボした。
リアル脱出ゲーム
2018年5月11日よりリアル謎解きゲームの「リアル脱出ゲーム」と「Fate/Grand Order」がコラボした。
白猫テニス
2018年8月31日よりスマートフォン向けスポーツ「白猫テニス」と「Fate/stay night [Heaven’s Feel」がコラボした。
パズル&ドラゴンズ
2019年1月7日よりスマートフォン向けパズルRPG「パズル&ドラゴンズ」と「劇場版「Fate/stay night [Heaven's Feel]」がコラボした。
パズドラレーダー
2019年1月7日より位置情報ゲーム「パズドラレーダー」と「劇場版「Fate/stay night [Heaven's Feel]」がコラボした。
DARTSLIVE
2019年1月10日よりオンラインダーツマシン「DARTSLIVE2」「DARTSLIVE3」が「劇場版「Fate/stay night [Heaven's Feel]」II.lost butterfly」がコラボした。
シノビマスター 閃乱カグラ NEW LINK
2019年1月21日よりスマートフォン向けオートバトルゲーム「シノビマスター 閃乱カグラ NEW LINK」と「Fate/EXTELLA LINK」がコラボした。
戦国アスカZERO
2019年6月1日よりスマートフォン向け戦国美少女RPG「戦国アスカZERO」と「Fate/Kaleid liner プリズマ☆イリヤ ドライ!」がコラボした。
天華百剣 -斬-
2019年7月18日よりスマートフォン向け美少女剣撃アクションRPG「天華百剣 -斬-」と「映画 Fate/kaleid liner Prisma☆Illya プリズマ☆ファンタズム」がコラボした。
アンジュ・ヴィエルジュ 〜ガールズバトル〜
2019年8月16日よりスマートフォン向け学園美少女バトルRPG「アンジュ・ヴィエルジュ 〜ガールズバトル〜」と「Fate/kaleid liner プリズマ☆イリヤ ドライ!!」がコラボした。